# Listă de scriitori de literatură științifico-fantastică

## Lista autorilor de literatură S.F.
Aceasta este o listă a autorilor de literatură științifico-fantastică, atât români cât și străini, în ordine alfabetică. 

## A

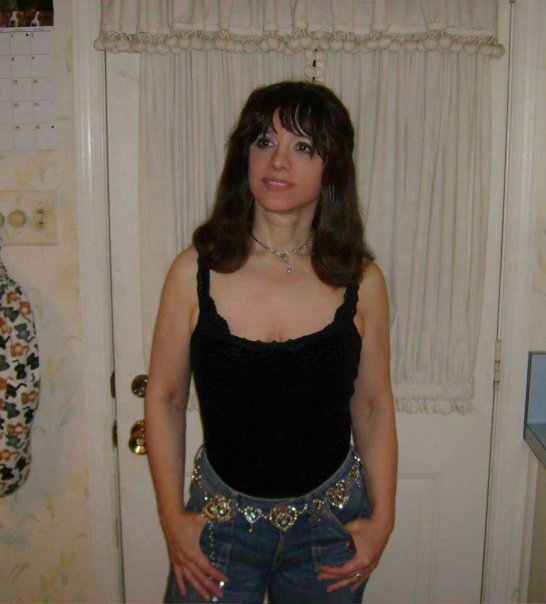
Catherine Asaro

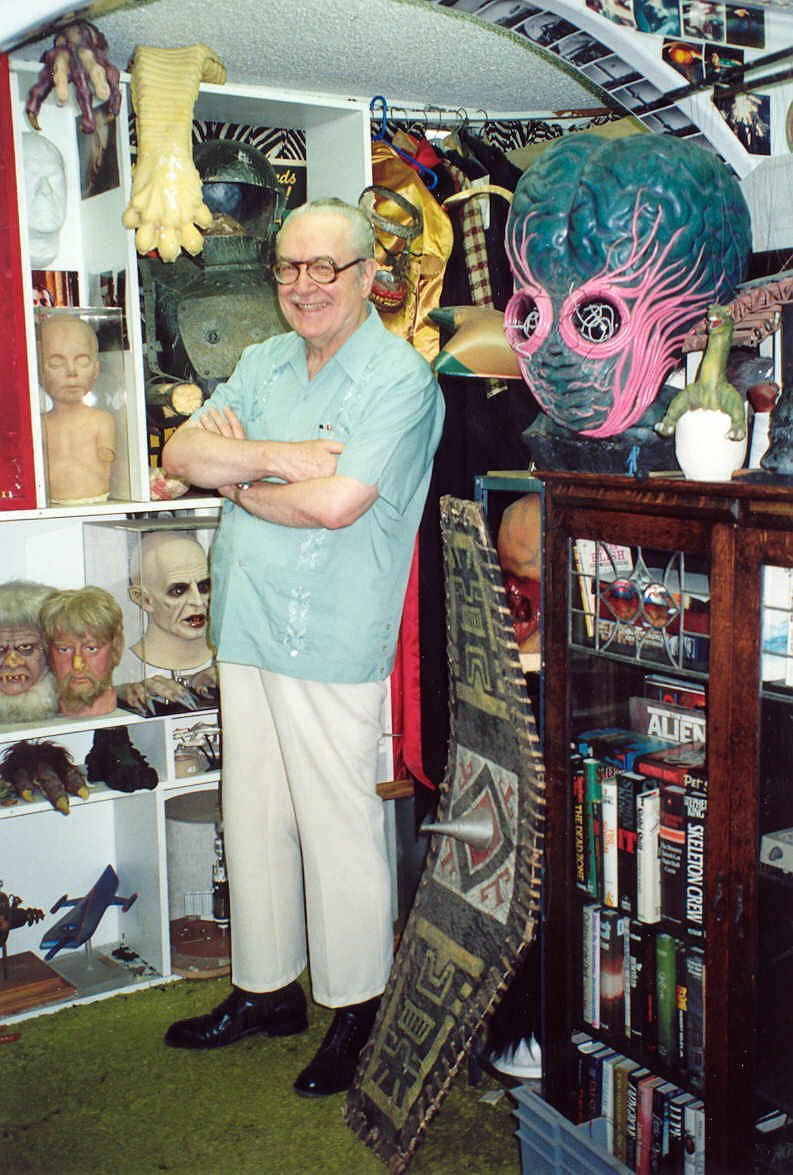
Forrest J. Ackerman în locuința sa, 1990

Dafydd ab Hugh (n. 1960)
Lynn Abbey (n. 1948)
Edwin Abbott (1838-1926),
Kobo Abe (1924-1993)
Robert Abernathy (1924-1990)
Forrest J. Ackerman (1916-2008)
Douglas Adams, (1952-2001)
Felix Aderca (1891-1962)
Juan Miguel Aguilera (n. 1960)
Jerry Ahern, (n. 1946)
Brian Aldiss, (n. 1925)
David M. Alexander, (n. 1945
Lloyd Alexander, (n. 1924)
Roger MacBride Allen, (n. 1957)
Kingsley Amis, (1922-1995)
George Anania
Kevin J. Anderson (n. 1962)
Poul Anderson, (1926-2001)
Patricia Anthony, (n. 1947)
Piers Anthony, (n. 1934)
Christopher Anvil, (n. 1922) (pseudonim al lui Harry C. Crosby)
K.A. Applegate, Animorphs și Remnants
Eleanor Arnason, (n. 1942)
Robert Arthur, (1909-1969)
Catherine Asaro, (n. 1955)
Neal Asher, (n. 1961)
Isaac Asimov, (1920-1992)
Janet Asimov, (n. 1926)
Robert Asprin, (n. 1946)

## B

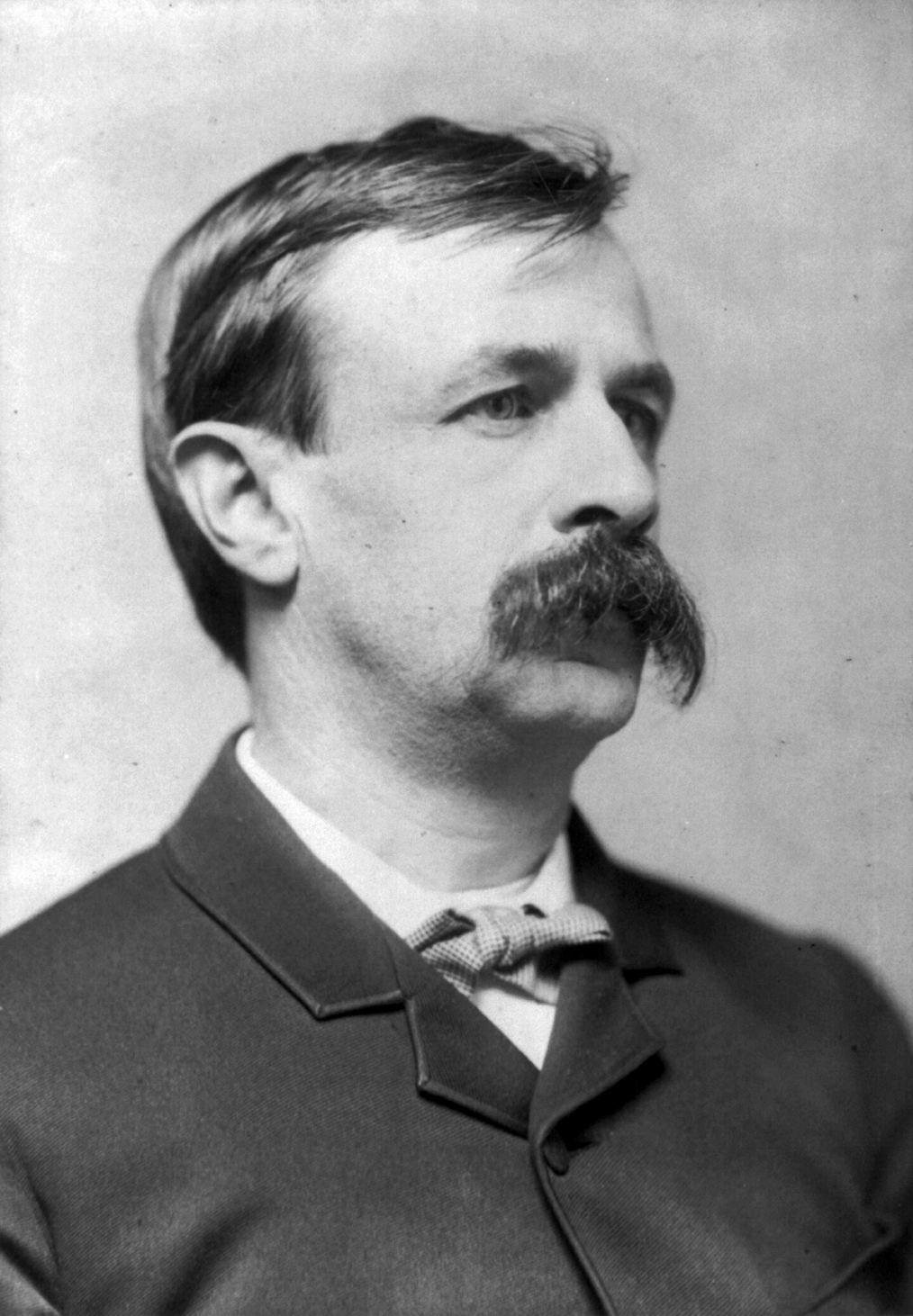
Edward Bellamy, cca. 1889

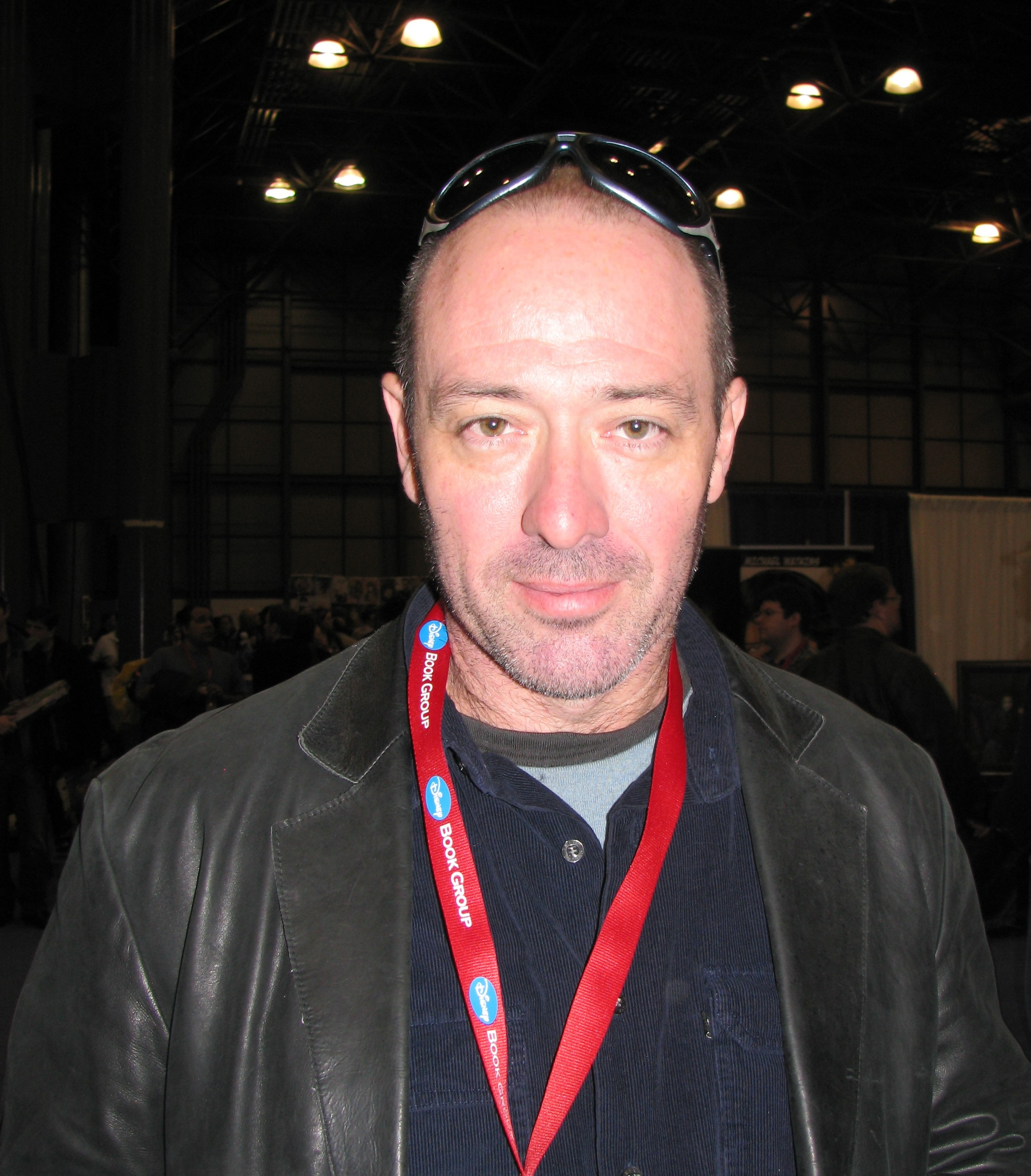
John Birmingham, 2009

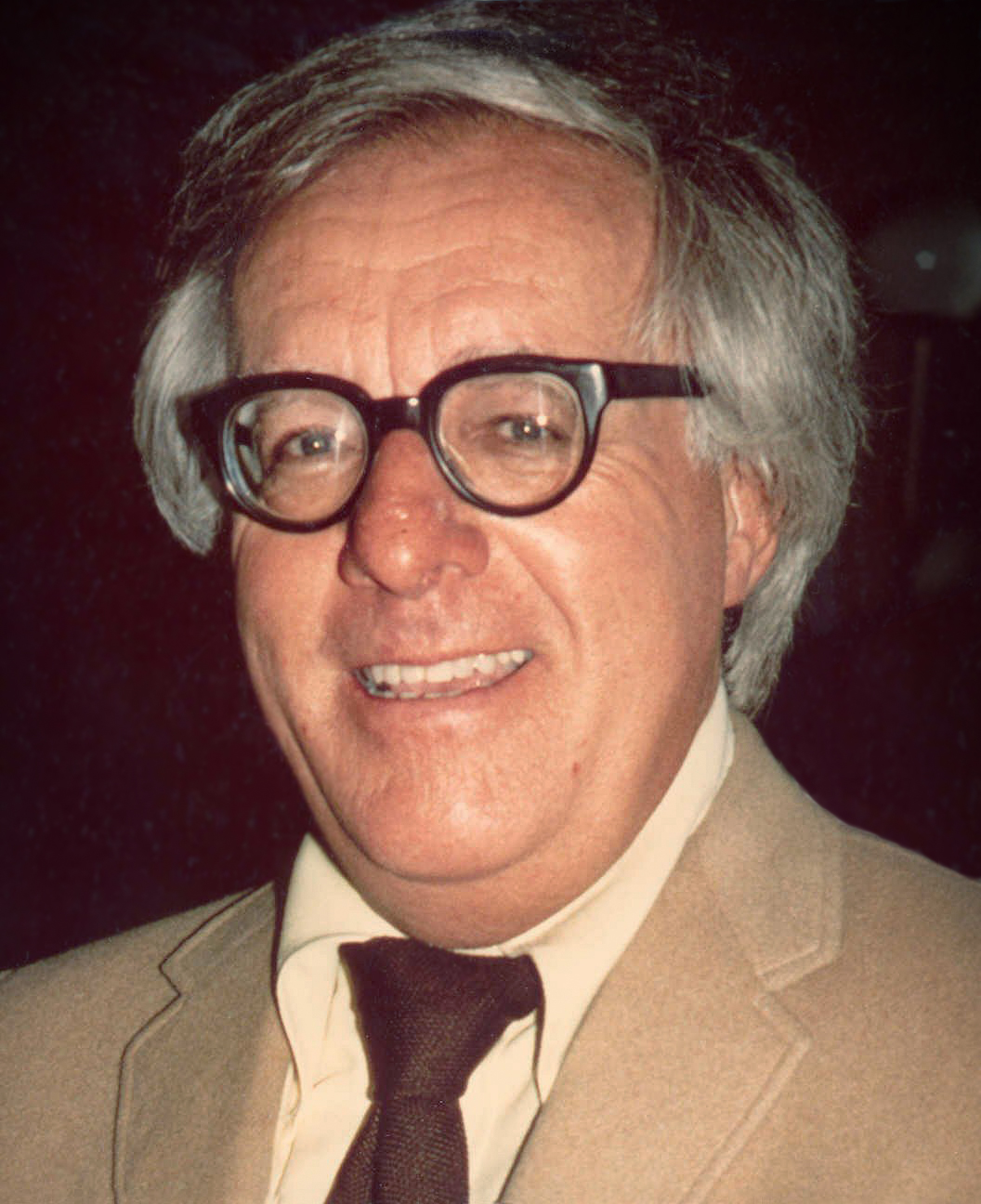
Ray Bradbury, 1975

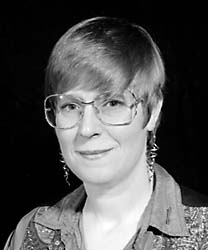
Lois McMaster Bujold, 1996

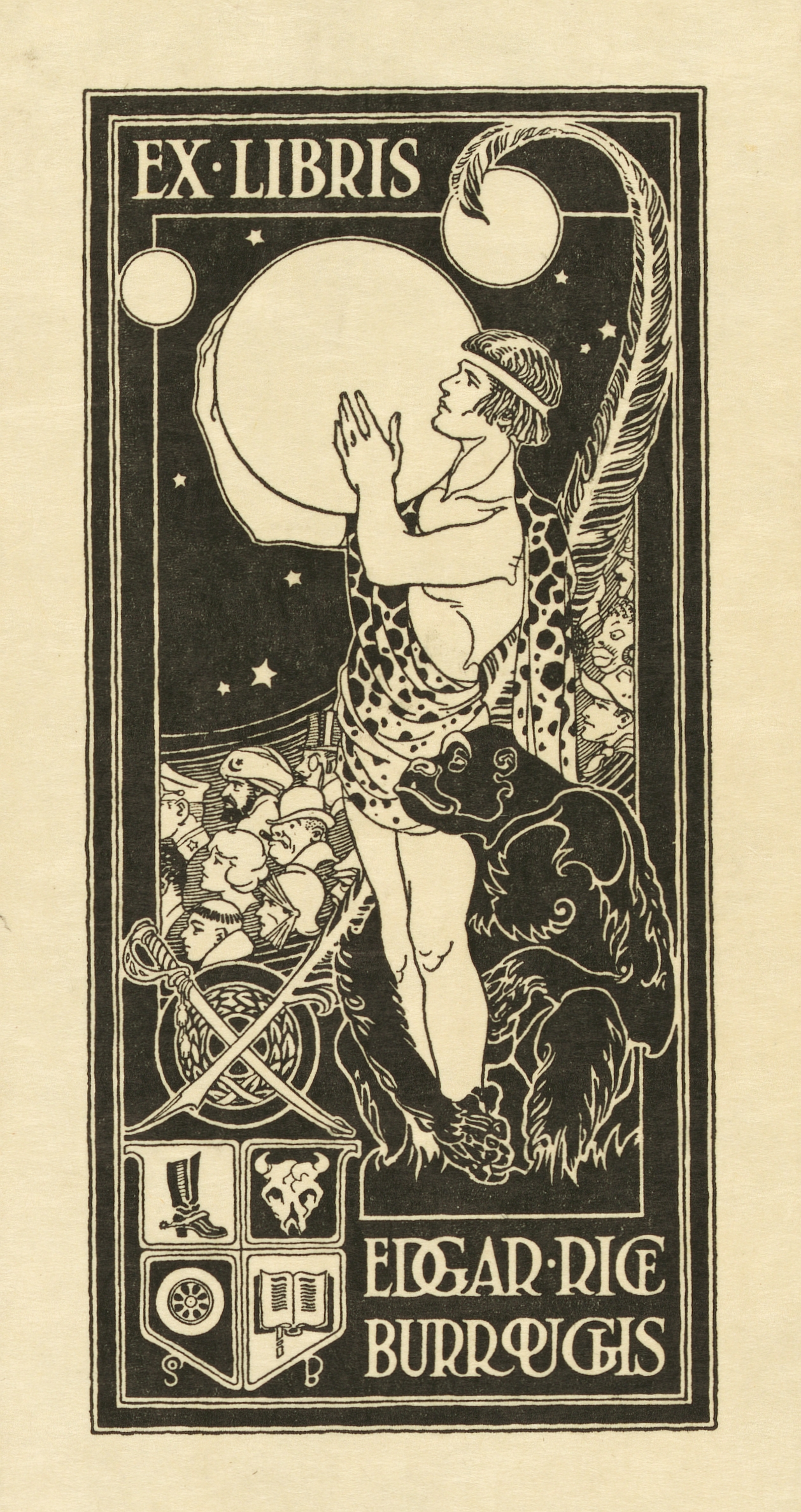
Tarzan stând pe planeta Marte, înconjurat de alte personaje din scrierile luiEdgar Rice Burroughs. Aprox. 1918.

Dușan Baiski (n.1955)
Kage Baker, (n. 1952)
J.G. Ballard, (n. 1930)
Iain M. Banks, (n. 1954)
Raymond E. Banks, (1918-1996)
Miquel Barceló, (n. 1948)
Arthur K. Barnes, (1911-1969)
John Barnes, (n. 1957)
Steven Barnes, (n. 1952)
William Barnwell, (n. 1943)
William Barton, (n. 1950)
Otto Basil (1901 – 1983)
T. J. Bass, (n. 1932) (Thomas J. Bassler)
Carla Parsi-Bastogi (1904-1986)
Harry Bates, (1900-1981)
L. Frank Baum, (1856-1919)
Stephen Baxter, (n. 1957)
Barrington J. Bayley, (n. 1937)
Romulus Bărbulescu
Elizabeth Bear, (n. 1971) (Pseudonim al lui Sarah Bear Elizabeth Wishnevsky)
Greg Bear, (n. 1951)
Charles Beaumont, (1929-1967)
Alexander Beliaev, (1884-1942)
Edward Bellamy, (1850-1898)
Gregory Benford, (n. 1941)
Alfred Bester, (1913-1987)
Lloyd Biggle, Jr., (1923-2002)
Eando Binder (Otto și Earl Binder) (1911-1974)(1904-1966)
Michael Bishop (n. 1945)
Terry Bisson (n. 1942)
Jerome Bixby, (1923-1998)
James Blish, (1921-1975)
Mladen Bjažić (1924-2017)
Robert Bloch, (1917-1994)
Nelson S. Bond, (n. 1908)
Jorge Luis Borges, (1899-1986)
Anthony Boucher, (1911-1968) (pseudonim al lui William A.P. White)
Ben Bova, (n. 1932)
Leigh Brackett, (1915-1978)
Ray Bradbury, (n. 1920)
Marion Zimmer Bradley, (1930-1999)
Rodica Bretin (n. 1958)
Reginald Bretnor, (1911-1992)
David Brin, (n. 1950)
Stuart J. Byrne
Damien Broderick, (n. 1944)
Terry Brooks, (n. 1944)
Eric Brown, (n. 1960)
Fredric Brown, (1906-1972)
John Brunner, (1934-1995)
Steven Brust, (n. 1955)
Algis Budrys, (n. 1931)
Tobias S. Buckell, (n. 1979)
Ovidiu Bufnilă
Voicu Bugariu
Lois McMaster Bujold, (n. 1949)
Kenneth Bulmer, (n. 1921)
Kir Bulychev, (1934 - 2003)
Anthony Burgess, (1917-1993)
Edgar Rice Burroughs, (1875-1950)
Michael A. Burstein, (n. 1970)
Octavia E. Butler, (n. 1947)

## C

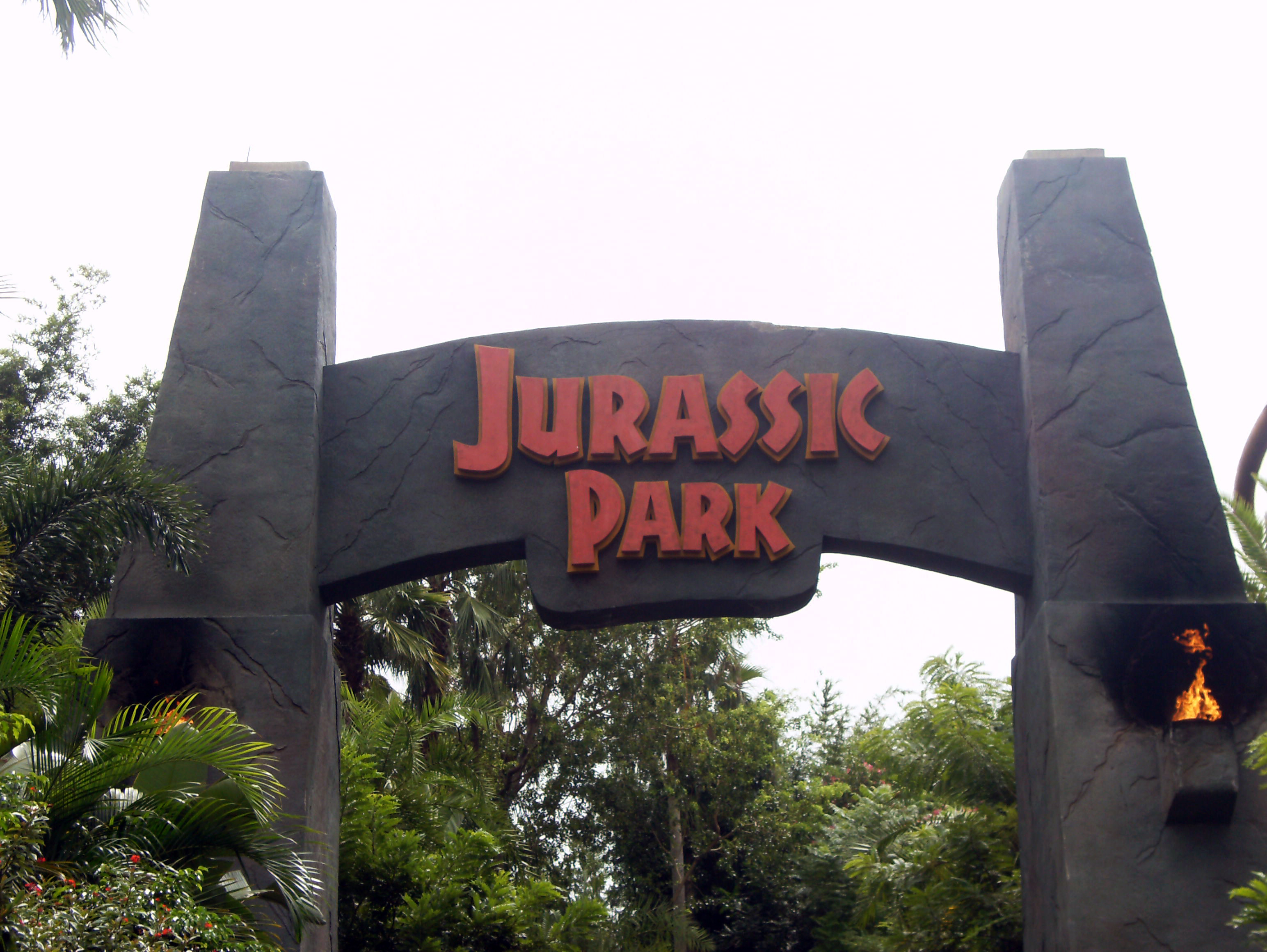
Michael Crichton, Jurassic Park

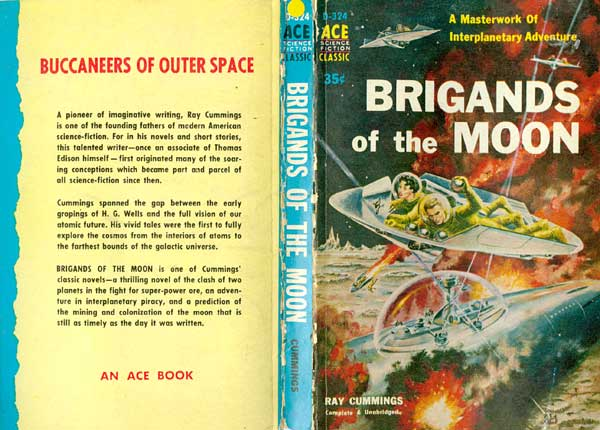
Ray Cummings, Brigands of the Moon

Pat Cadigan, (n. 1953)
Jack Cady, (1932-2004)
John W. Campbell Jr., (1910-1971) (Pseudonim al lui Don A. Stuart)
Karel Čapek, (1890-1938)
Orson Scott Card, (n. 1951)
Terry Carr, (1937-1987)
Lin Carter, (1930-1988)
Paul A. Carter, (n. 1926)
Cleve Cartmill, (1908-1964)
Jeffrey Carver (n. 1949)
Gabriel Bermudez Castillo
Ionuț Caragea
Mircea Cărtărescu
George Ceaușu
Jack L. Chalker, (1944-2005)
A. Bertram Chandler, (1912-1984)
Suzy McKee Charnas, (n. 1939)
C. J. Cherryh, (n. 1942)
Ted Chiang
Charles Chilton, (n. 1917)
John Christopher, (n. 1922) (Pseudonim al lui Samuel Youd)
Arthur C. Clarke, (n. 1917)
Jo Clayton, (1939-1998)
Hal Clement, (1922-2003) (Pseudonim al lui Harry Clement Stubbs)
John Cleve, (Pseudonim al lui Andrew J. Luifutt)
Mark Clifton (1906-1963)
Brenda Clough (n. 1955)
Stephen Euin Cobb (n. 1955)
Stanton A. Coblentz (1896-1982)
Marian Coman (n. 1977)
Theodore Cogswell, (1918-1987)
Alberto Cola, (n., 1967)
Vladimir Colin, 1921-1991)
James Coltrane
Marian Coman
Grluif Conklin, (1904-1968)
Glen Cook, (n. 1944)
Edmund Cooper (1926-1982)
Alfred Coppel (1921 – 2004)
Sebastian A. Corn
Constantin Cozmiuc
Oliviu Crâznic
Michael Crichton, (n. 1942)
Compton N. Crook, (1908-1981) (Pseudonim al lui Stephen Tall)
John Crowley
Vittorio Curtoni, (n. 1949)
Julie E. Czerneda, (n. 1955)

## D

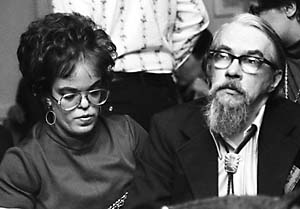
Judy Lynn și Lester Del Rey, 1974

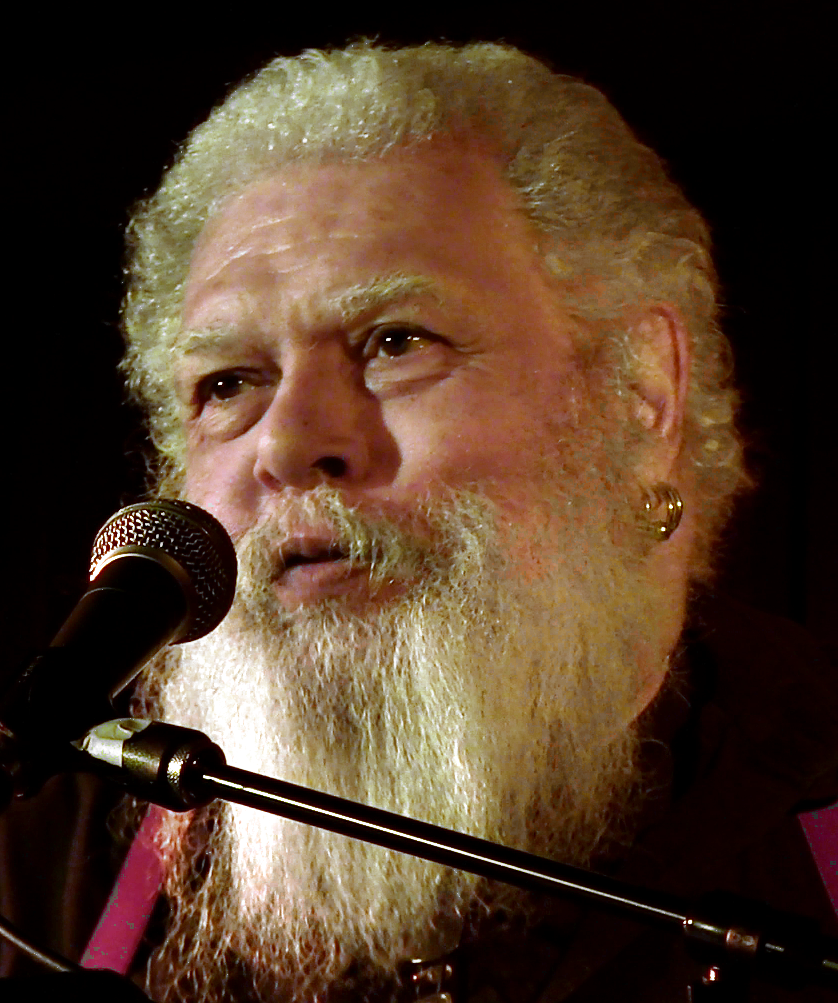
Samuel R. Delany

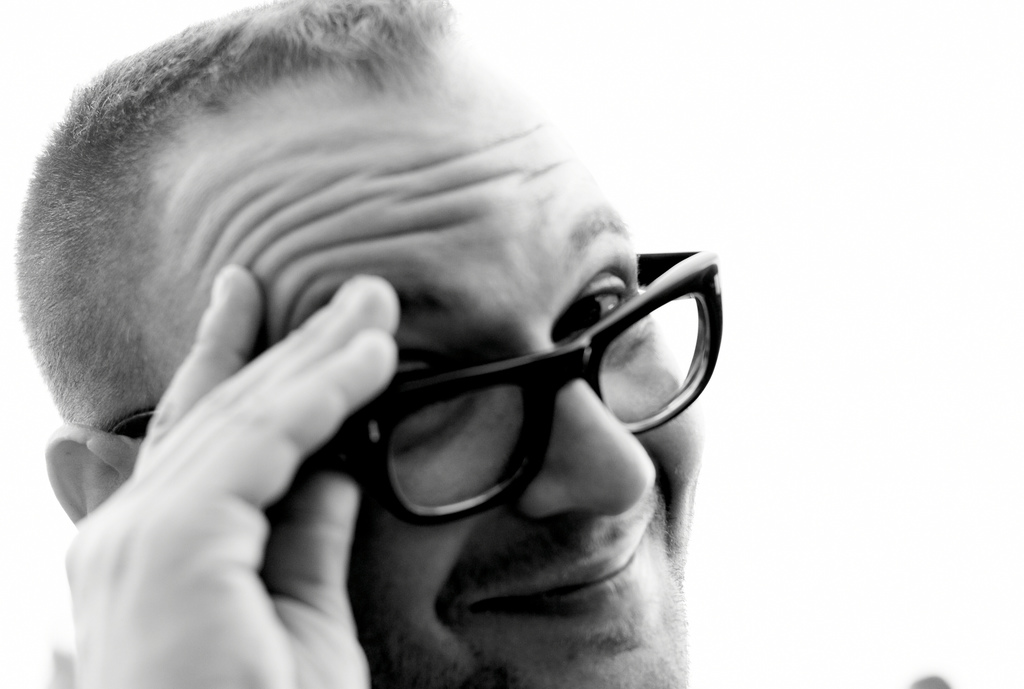
Cory Doctorow, 2007

Roald Dahl, (1916-1990)
Brian Daley, (1947-1996)
John Dalmas
Jack Dann, (n. 1945)
Avram Davidson, (1923-1993)
Chan Davis, (n. 1926)(Dr. Chandler Davis)
L. Sprague de Camp, (1907-2000)
Samuel R. Delany, (n. 1942)
Lester del Rey, (1915-1993)
JC De La Torre. (n. 1973)
August Derleth, (1909-1971)
A.J. Deutsch, (Armin Deutsch)
Marina și Sergei Diașenko
Philip K. Dick, (1928-1982)
Gordon R. Dickson, (1923-2001)
Liuben Dilov (1927-2008)
Thomas M. Disch, (n. 1940)
Anatoli Dneprov (1919 – 1975)
Dan Doboș
Cory Doctorow, (n. 1971)
Erich Dolezal (1902-1990)
Hans Joachim Dominik, (1872-1945)
Candas Dorsey (n. 1952)
Arthur Conan Doyle, (1859-1930)
Gardner Dozois, (n. 1947)
David Drake, (n. 1945)
Jacek Dukaj, (n. 1974)

## E

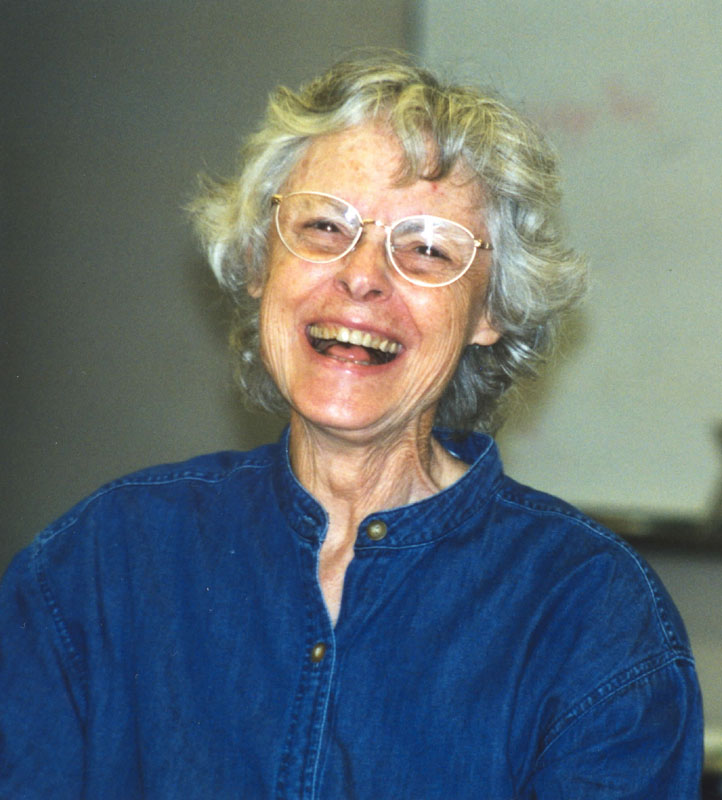
Carol Emshwiller, 1998

David Eckert (n. 1987)
G. C. Edmondson (1922-1995)
Dolton Edwards
George Alec Effinger, (1947-2002)
Ivan Antonovich Efremov (în rusă Иван Антонович Ефремов), (1907-1972)
Greg Egan, (n. 1961)
Suzette Haden Elgin (n. 1936)
Mircea Eliade (1907-1986)
William B. Ellern, (n. 1933)
Harlan Ellison, (n. 1934)
Roger Elwood, (n. 1933)
Carol Emshwiller, (n. 1921)
M. J. Engh (n. 1933)
Walter Ernsting (1920-2005)
Andreas Eschbach, (n. 1959)
Kelley Eskridge (n. 1960)
Valerio Evangelisti
Christopher Evans (n. 1951)

## F

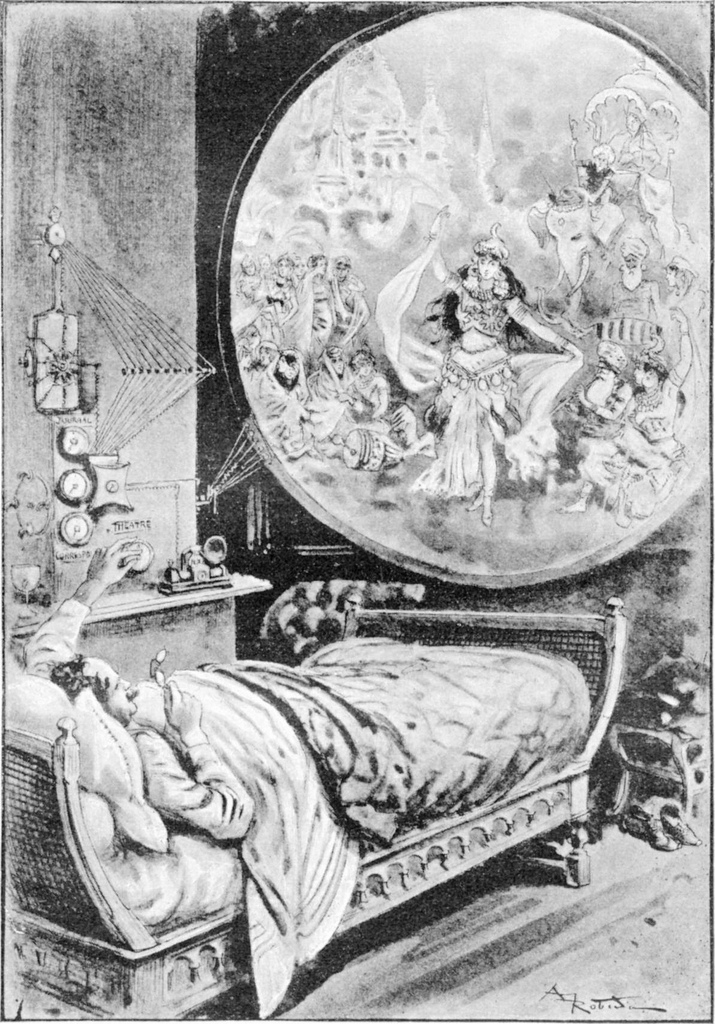
"Telefonoscope" deCamille Flammarion, La Fin du Monde, 1894

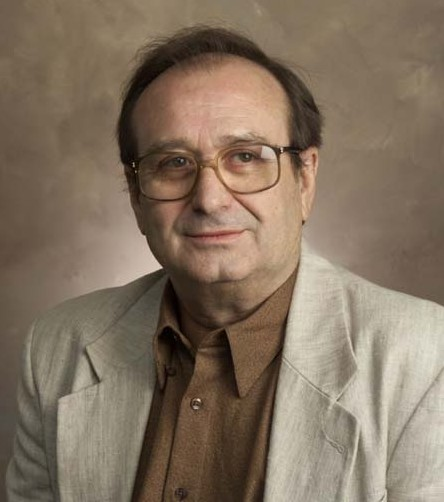
Eric Flint

Philip José Farmer (1918-2009)
Howard Fast (1914-2003)
Sergiu Fărcășan
John Russell Fearn (1908-1960)
Cynthia Felice (n. 1942) ISFDB
Brad Ferguson (n. 1953)
Bogdan Ficeac
Sheila Finch (n. 1935)
Jack Finney (1911-1995)
Nicholas Fisk (n. 1923) (pseudonim al lui David Higginbottom)
Camille Flammarion (1842-1925)
Eric Flint (n. 1947)
Michael Flynn (n. 1947)
Charles L. Fontenay (1917-2007)
Jeffrey Ford (n. 1955)
John M. Ford (1957-2006)
William R. Forstchen (n. 1950)
E(dward) M(organ) Forster (1879-1970)
Robert L. Forward (1932-2002)
Richard Foss
Alan Dean Foster (n. 1946)
M. A. Foster (n. 1939)
Karen Joy Fowler (n. 1950)
Randall Frakes ISFDB
Herbert W. Franke (n. 1927)
Ona Frantz
Yves Fremion (n. 1940)
C. S. Friedman (n. 1957)
Oscar J. Friend (1897-1963)
Esther Friesner (n. 1951)
Vlad Frînghiu

## G

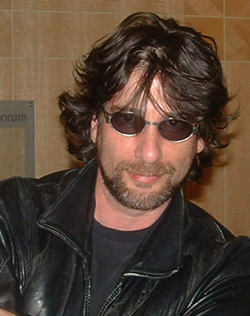
Neil Gaiman, 2004

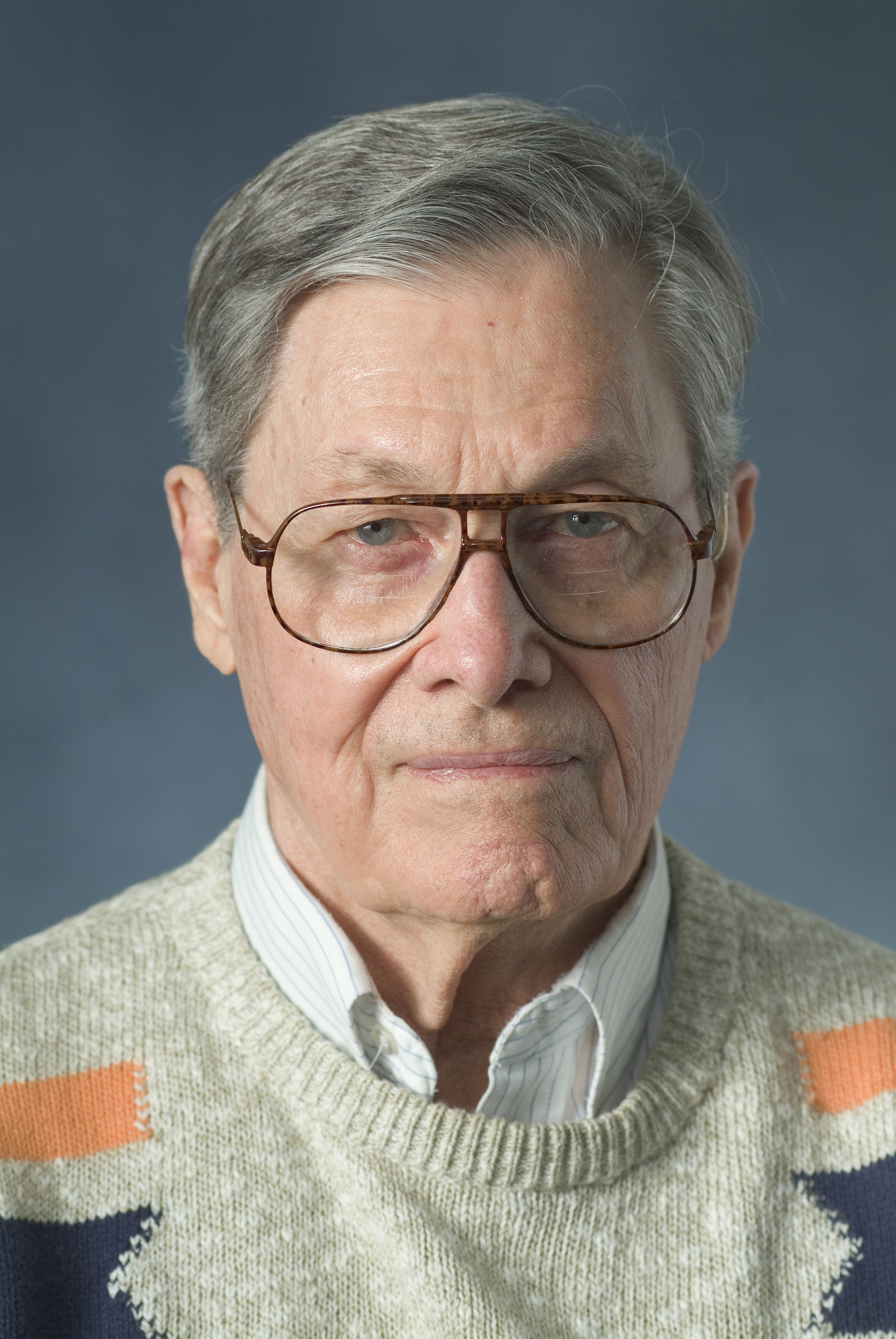
James Gunn

Neil Gaiman, (n. 1960)
Raymond Z. Gallun, (1911-1994)
Daniel F. Galouye, (1920-1976)
James Alan Gardner
Martin Gardner, (n. 1914)
Randall Garrett (1927-1987)
Silviu Genescu
Mary Gentle (n. 1956)
Alistair Gentry
Hugo Gernsback, (1884-1967), (câștigător în anul 1960 al premiului special Hugo și numit "Părintele revistelor SF")
David Gerrold, (n. 1944)
Mark S. Geston
Radu Pavel Gheo
Ștefan Ghidoveanu
Edward Gibson
William Gibson, (n. 1948)
Alexis A. Gilliland, (n. 1931)
Tom Godwin, (1915-1980)
H.L. Gold, (1914-1996)
Terry Goodkind, (n. 1948)
Phyllis Gotlieb, (n. 1926)
Ron Goulart, (n. 1933)
Charles L. Grant, (n. 1942)
Colin Greenland (n. 1954)
Edward Grendon, (n. 1920)(Pseudonim al lui Lawrence L. LeShan)
George Griffith(1857-1906)
Nicola Griffith (n. 1960)
Ken Grimwood
Alexander Gromov
Martin Grzimek, (n. 1950)
Ursula K. Le Guin, (n. 1929)
Wyman Guin
Eileen Gunn, (n. 1945)
James E. Gunn, (n. 1923)
Costi Gurgu
Mihail Grămescu
Györfi-Deák György

## H

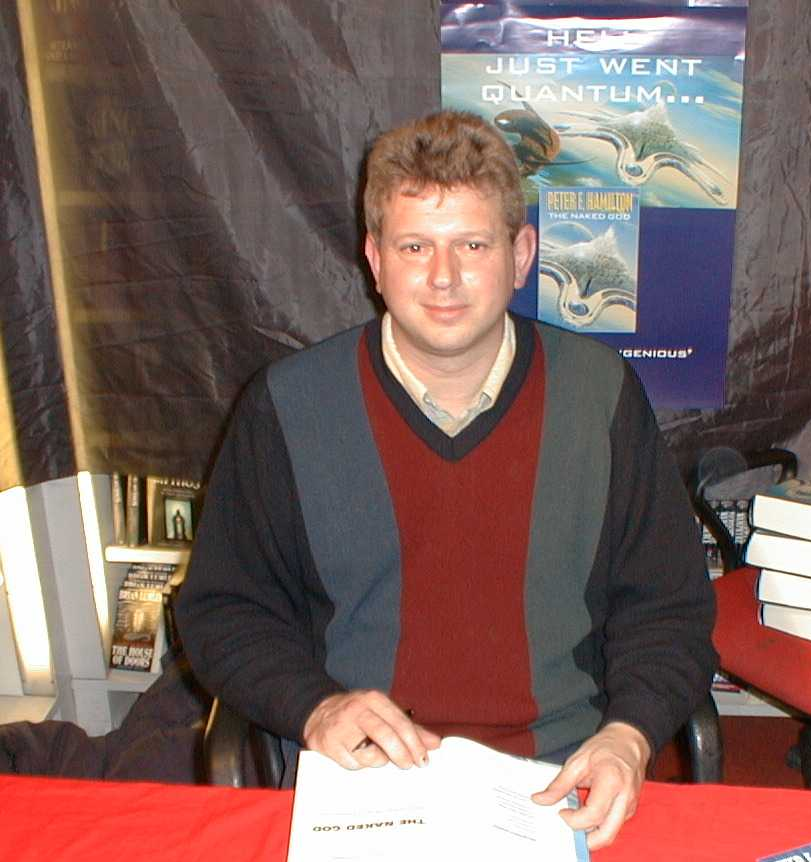
Peter F. Hamilton, 2006

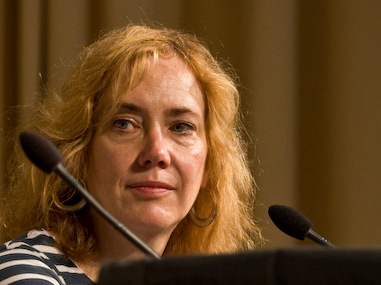
Elizabeth Hand, 2007

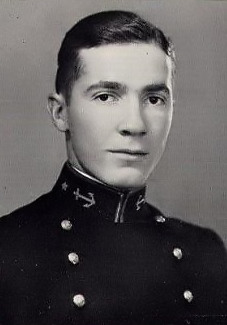
Elevul ofițer Robert A. Heinlein, în anuarul din 1929 publicat de Academia Navală Americană.

Karen Haber (n. 1955)
H. Rider Haggard, (1856-1925)
Jack C. Haldeman II, (1941-2002)
Joe Haldeman, (n. 1943)
Barbara Hambly (n. 1951)
Edmond Hamilton, (1904-1977)
Peter F. Hamilton, (n. 1960)
Elizabeth Hand (n. 1957)
Mato Hanžeković (1884-1955)
Charles L. Harness (n. 1915)
Harry Harrison, (1925-2012)
M. John Harrison, (n. 1945)
Henry Hasse
Willard Hawkins
Michael Haulică
Marlen Haushofer (1920 - 1970)
Friedrich Hecht (1903 - 1980)
Robert A. Heinlein, (1907-1988)
Zenna Henderson (1917-1983)
Brian Herbert, (n. 1947)
Frank Herbert, (1920-1986), autorul romanului Dune)
Philip E. High, (n. 1914)
Douglas Hill
Christopher Hinz
Ion Hobana
P. C. Hodgell
Radu Honga
E. T. A. Hluifman (1776-1822)
Paul Hluirichter
H.H. Hollis
James P. Hogan , (n. 1941)
Robert L. Holt & Frank L. Holt
Nalo Hopkinson
Robert J. Howe, (n. 1957)
Fred Hoyle, (1915-2001)
L. Ron Hubbard, (1911-1986)
Marek Huberath, (1954-)
Monica Hughes, (1925-2003)
Stephen Hunt
Matthew Hunter
Darius Luca Hupov
Aldous Huxley, (1884-1963)

## I

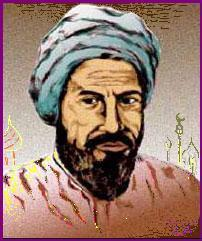
Ibn al-Nafis

Ibn al-Nafis (1213-1288)
Dean Ing, (n. 1931)
Muhammed Zafar Iqbal (n. 1952)
Simon Ings
Cătălin Ionescu
Lucian Ionică
Dănuț Ivănescu

## J

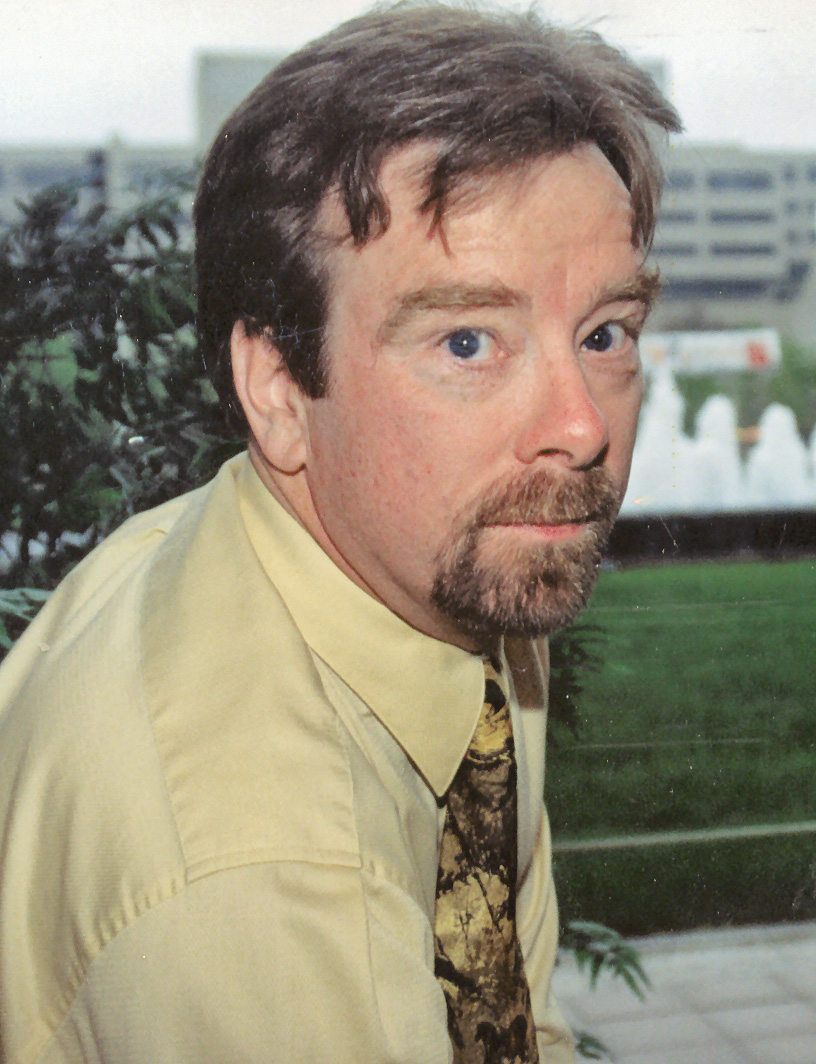
James Patrick Kelly, 2008

John Jakes, (n. 1932)
Tatjana Jambrisak
Laurence M. Janifer, (1933-2002)
Wolfgang Jeschke, (n. 1936)
K. W. Jeter, (n. 1950)
George Clayton Johnson, (n. 1929)
D. F. Jones
Diana Wynne Jones, (n. 1934)
Gwyneth Jones, (n. 1952)
Raymond F. Jones, (1915-1994)
Theodore Judson

## K

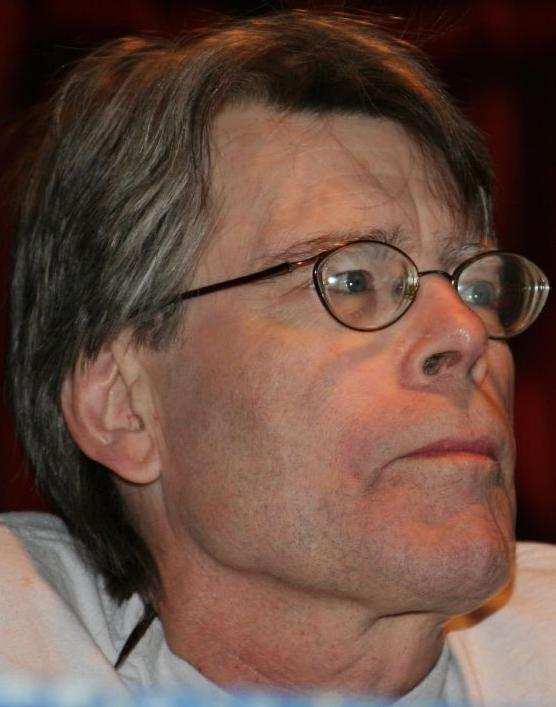
Stephen King, 2007

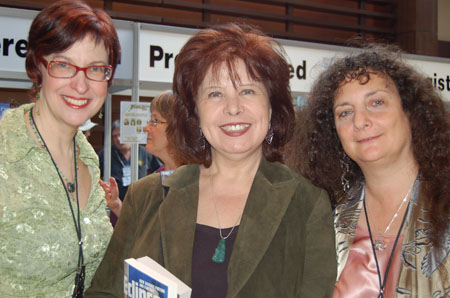
Nancy Kress (centru), cu autorul Delia Sherman (stânga) și editorul Ellen Datlow (dreapta).

Franz Kafka, (1883-1924)
Colin Kapp, (n. 1928)
Joseph E. Kelleam, (n. 1913)
Daniel Keyes, (n. 1927)
Caitlin R. Kiernan, (n. 1964)
Stephen King, (n. 1947)
Annette Curtis Klause
Donald Kingsbury, (n. 1929)
David Barr Kirtley, (n. 1977)
Damon Knight, (1922-2002)
Dean R. Koontz, (n. 1945)
Cyril M. Kornbluth, (1923-1958)
Nancy Kress, (n. 1948)
Michael P. Kube-McDowell (n. 1954)
Henry Kuttner, (1915-1958)

## L

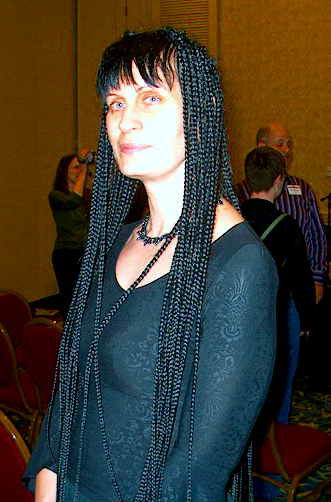
Shariann Lewitt, 2007

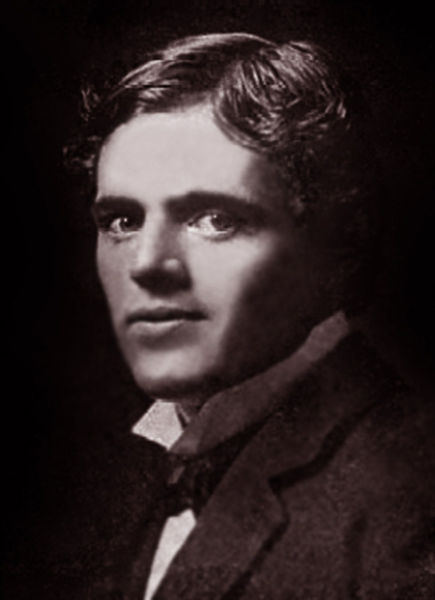
Jack London în 1900

R. A. Lafferty, (1914-2002)
Geluifrey Landis (n. 1955)
David Langford (n. 1953)
Glen A. Larson, (n. 1937)
Keith Laumer, (1925-1993)
Stephen R. Lawhead, (n. 1950)
Ursula K. Le Guin, (n. 1929)
Gentry Lee
Sharon Lee, (n. 1952)
Tanith Lee, (n. 1947)
Kimmo Lehtonen
Fritz Leiber, (1910-1992)
Anne Leinonen
Murray Leinster, (n. 1896) (Pseudonim al lui Will F. Jenkins)
Stanisław Lem, (n. 1921)
Doris Lessing, (n. 1919)
Jonathan Lethem (n. 1964)
Roger Levy
C. S. Lewis, (1898-1963)
Jacqueline Lichtenberg
Nina Liedtke
Brad Linaweaver
Jack London
Barry B. Longyear (n. 1942)
Jean Lorrah
H. P. Lovecraft, (1890-1937)
George Lucas, (n. 1944, Războiul stelelor)
Sergey Lukyanenko, (n. 1968)
Richard Lupluif, (n. 1935)
Mercedes Lackey

## M

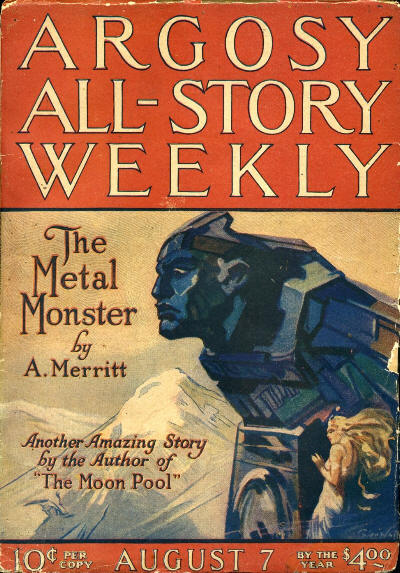
A. Merritt, The Metal Monster, 1920

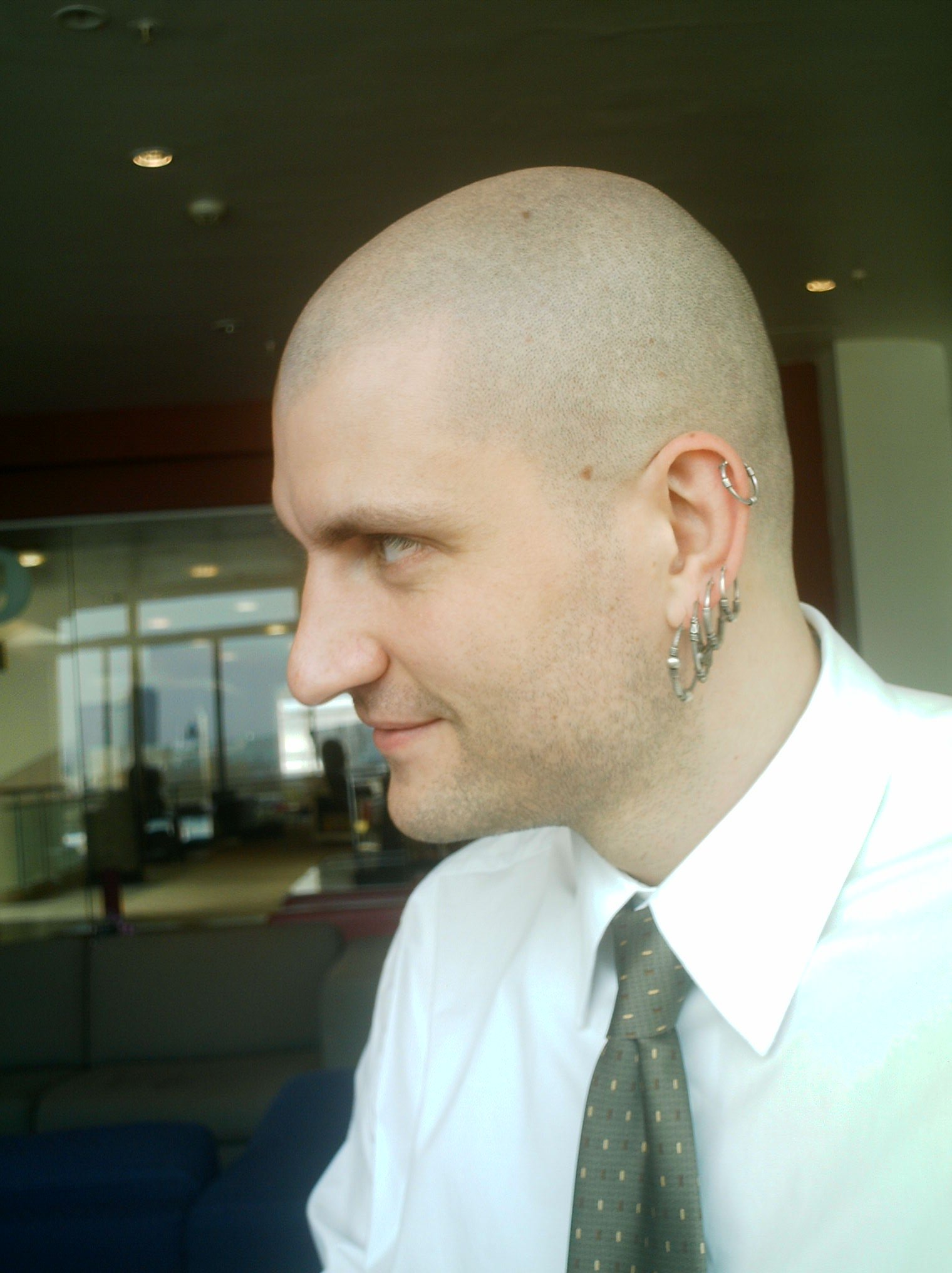
China Miéville, 2006

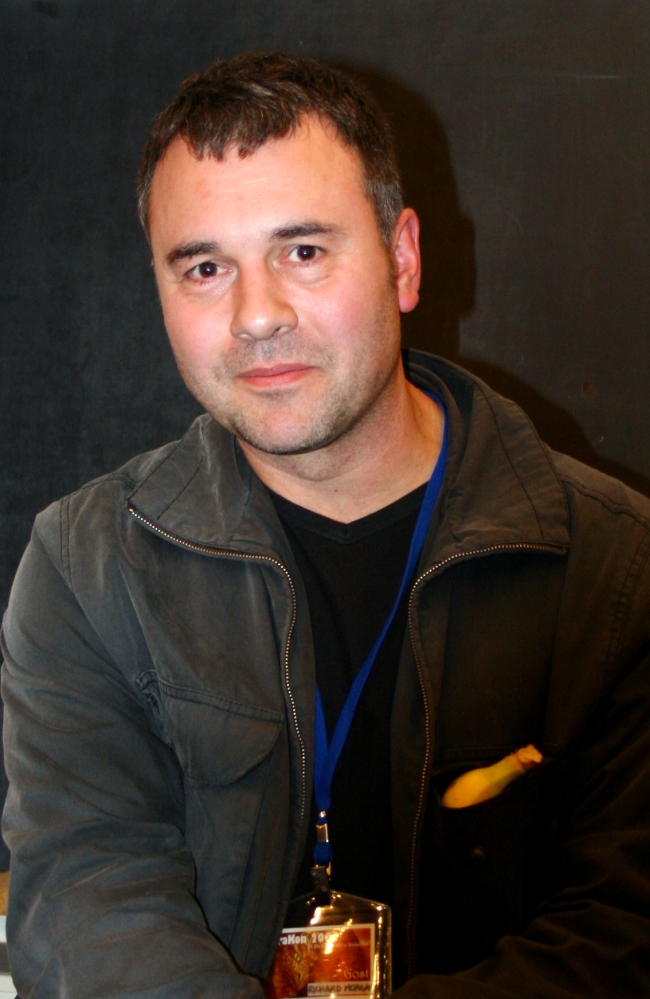
Richard Morgan în Zagreb, 2008

Victor Martin, (n. 1954)
Darko Macan, (n. 1966)
John D. MacDonald (1916-1986)
Katherine Maclean, (n. 1925)
Ian R. MacLeod, (n. 1956)
Ken MacLeod, (n. 1954)
Angus MacVicar, (n. 1908)
Tom Maddox
Charles Eric Maine, (1921-1981)(pseudonim al lui David McIlwain)
Barry N. Malzberg, (n. 1939)
Laurence Manning, (1899-1972)
Leo Margulies, (1900-1975)
Paul Marlowe
George R. R. Martin, (n. 1948)
Richard Matheson, (n. 1926)
Julian May, (n. 1931)
Paul J. McAuley, (n. 1955)
Anne McCaffrey, (n. 1926)
Sharyn McCrumb
Jack McDevitt, (n. 1935)
Ian McDonald (n. 1960)
Maureen F. McHugh, (n. 1959)
J. T. McIntosh (1925-2008)
Sean McMullen (n. 1948)
Mike McQuay
Capt. S.P. Meek
Richard C. Meredith, (1937-1979)
Judith Merril, (1923-1997)
Abraham Merritt, (1884-1943) (A. Merritt)
Gustav Meyrink
China Miéville, (n. 1972)
P. Schuyler Miller, (1912-1974)
Steve Miller, (n. 1950) Liaden universe®
Walter M. Miller, Jr., (1923-1996)
Kirk Mitchell, (n. 1950)
L. E. Modesitt, Jr., (n. 1943)
Donald Mluifitt, (n. 1936)
Richard Morgan, (n. 1965)
Elizabeth Moon, (n. 1945)
Michael Moorcock, (n. 1939)
Alan Moore, (n. 1953)
C. L. Moore, (1911-1987)
Hamilton, Edmond Moore (1904-1977)
Patrick Moore, (n. 1923)
Ward Moore (1903-1978)
Daniel Keys Moran, (n. 1962)
Chris Moriarty (n. 1968)
Janet Morris (n. 1946)
William Morrison, (1906-1982) (Pseudonim al lui Joseph Samachson)
Sam Moskowitz, (1920-1997)
Pat Murphy (n. 1955)
Howard L. Myers, (1930-1971) (Pseudonim al, Verge Foray)

## N
Linda Nagata, (n. 1960)
Ana-Maria Negrilă
Ruth Nestvold
Josef Nesvadba, (1926-2005)
Ondřej Neff, (n. 1945)
Larry Niven, (n. 1938)
Nick Nielsen
William F. Nolan, (n. 1928)
Jeff Noon, (n. 1957)
John Norman (n. 1931), seria Gor
Andre Norton, (1912-2005) (pseudonim al lui Alice Mary Norton)
Alan E. Nourse, (1928-1992)

## O

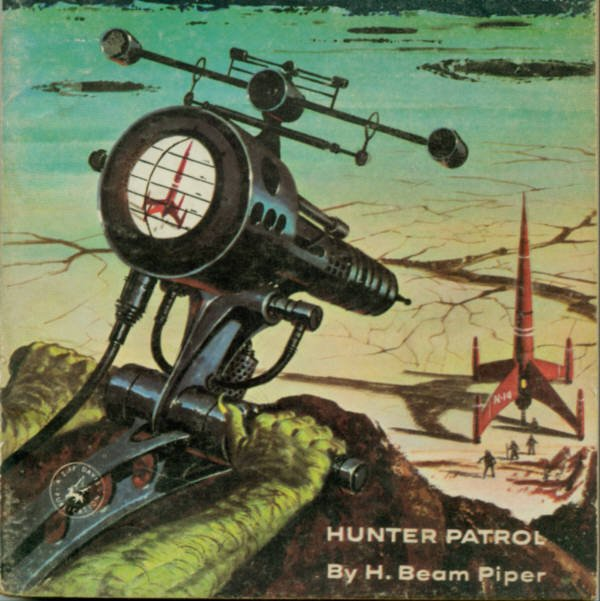
H. Beam Piper, Hunter Patrol

Ovidiu Bufnilă (n.1957)
Robert C. O'Brien
Kevin O'Donnell, Jr. (n. 1950)
Charles Oberndorf
Andrew J. Luifutt, (n. 1937)
Chad Oliver, (1928-1993)
Jerry Oltion (n. 1957)
John Ostrander
Jerry Ordway, (n. 1957)
Marek Oramus
Rebecca Ore (n. 1948)
George Orwell, (1903-1950) (pseudonim al lui Eric Arthur Blair)

## P

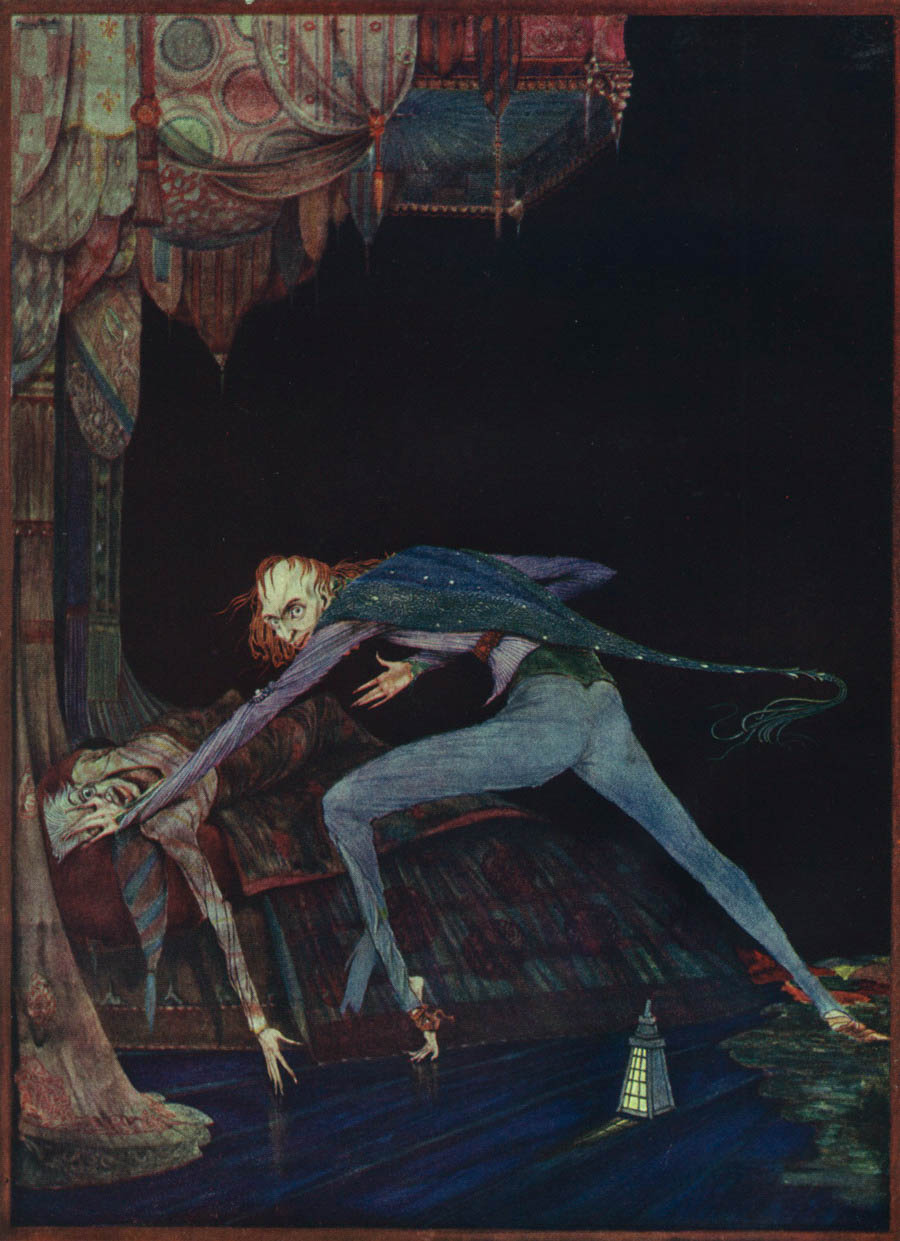
Edgar Allan Poe, ""The Tell-Tale Heart," ilustrație de Harry Clarke

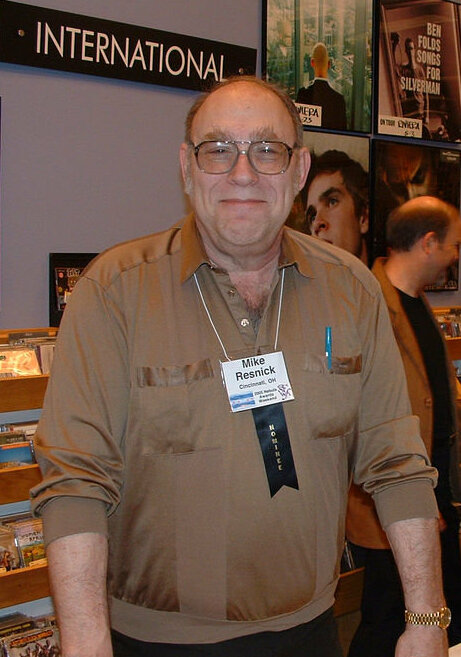
Mike Resnick

David R. Palmer, (n. 1941)
Ray Palmer (1910-1977)
Edgar Pangn. (1909-1976)
Alexei Panshin, (n. 1940)
Cory Panshin
Hayford Peirce, (n. 1942)
Charles Pellegrino
Dalibor Perkovic, (n. 1974)
Lawrence Person, (n. 1965)
Steve Perry, (n. 1947)
Leo Perutz (1882 – 1957)
Rog Phillips, (1909-1965) (Pseudonim al lui Roger P. Graham)
Peter Phillips, (n. 1921)
John R. Pierce, (1910-2002)(Pseudonim al, J.J. Coupling)
H. Beam Piper, (1904-1964)
Doris Piserchia (n. 1928)
Charles Platt (n. 1945)
Edgar Allan Poe, (1809-1849)
Frederik Pohl, (n. 1919)
Jerry Pournelle, (n. 1933)
Terry Pratchett (n. 1948), seria Discworld
Paul Preuss (n. 1942)
Christopher Priest (n. 1943)

## Q
Roberto Quaglia (n. 1962)
W. T. Quick
Daniel Quinn

## R

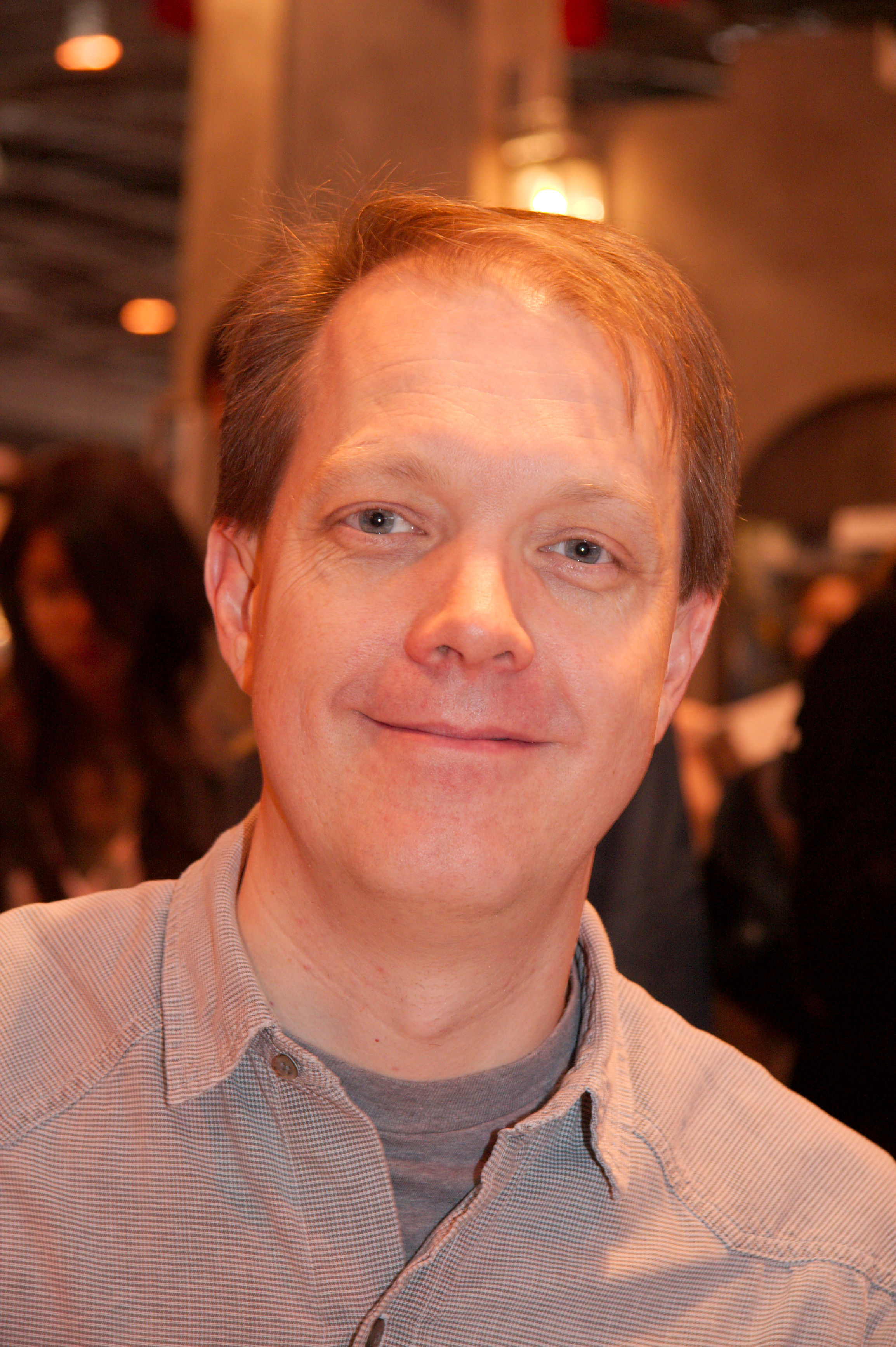
Adam Roberts, 2008

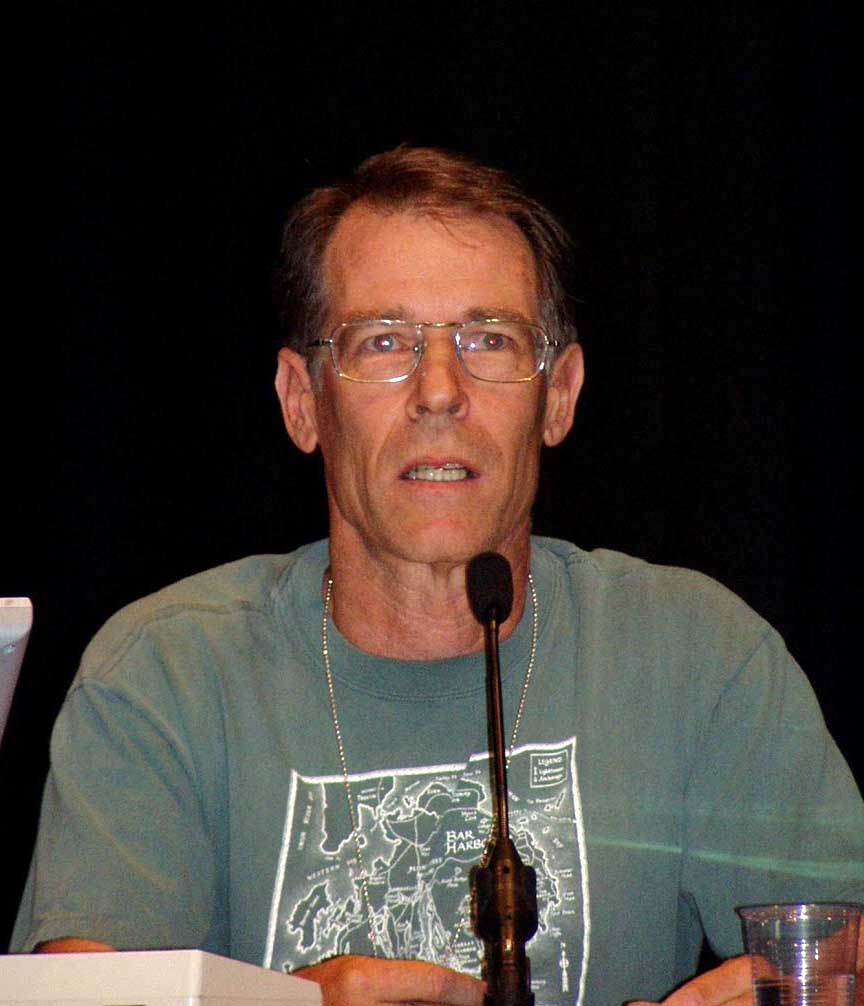
Kim Stanley Robinson, 2005

Christoph Ransmayr (n. 1954)
Bill Ransom
Rick Raphael
Tom Reamy, (1935-1977)
Javier Redal
Robert Reed (n. 1956)
Miha Remec, (n. 1928)
Laura Resnick
Mike Resnick, (n. 1942)
Alastair Reynolds, (n. 1966)
Mack Reynolds, (1917-1983)
Anne Rice, (n. 4 octombrie 1941)
Christopher Rice
John Ringo, Legacy of the Aldenata, Empire of Man serie creată cu David Weber
Josip Angelo Ritig (1905-1989) ( O trezire neobișnuită)
Kim Stanley Robinson, (n. 1952)
Spider Robinson, (n. 1948)
Adam Roberts
Keith Roberts, (1935-2000)
Ross Rocklynne, (1913-1988)
Gene Roddenberry, (1921-1991, Star Trek)
Joel Rosenberg, (n. 1954), Guardians of the Flame
Milton A. Rothman, (1919-2001)
Tony Rothman
Christopher Rowley
Rudy Rucker, (n. 1946)
Kristine Kathryn Rusch (n. 1960)
Joanna Russ, (n. 1937)
Richard Paul Russo (n. 1954)
Eric Frank Russell, (1905-1978)
Mary Doria Russell, (n. 1950)
Geluif Ryman

## S

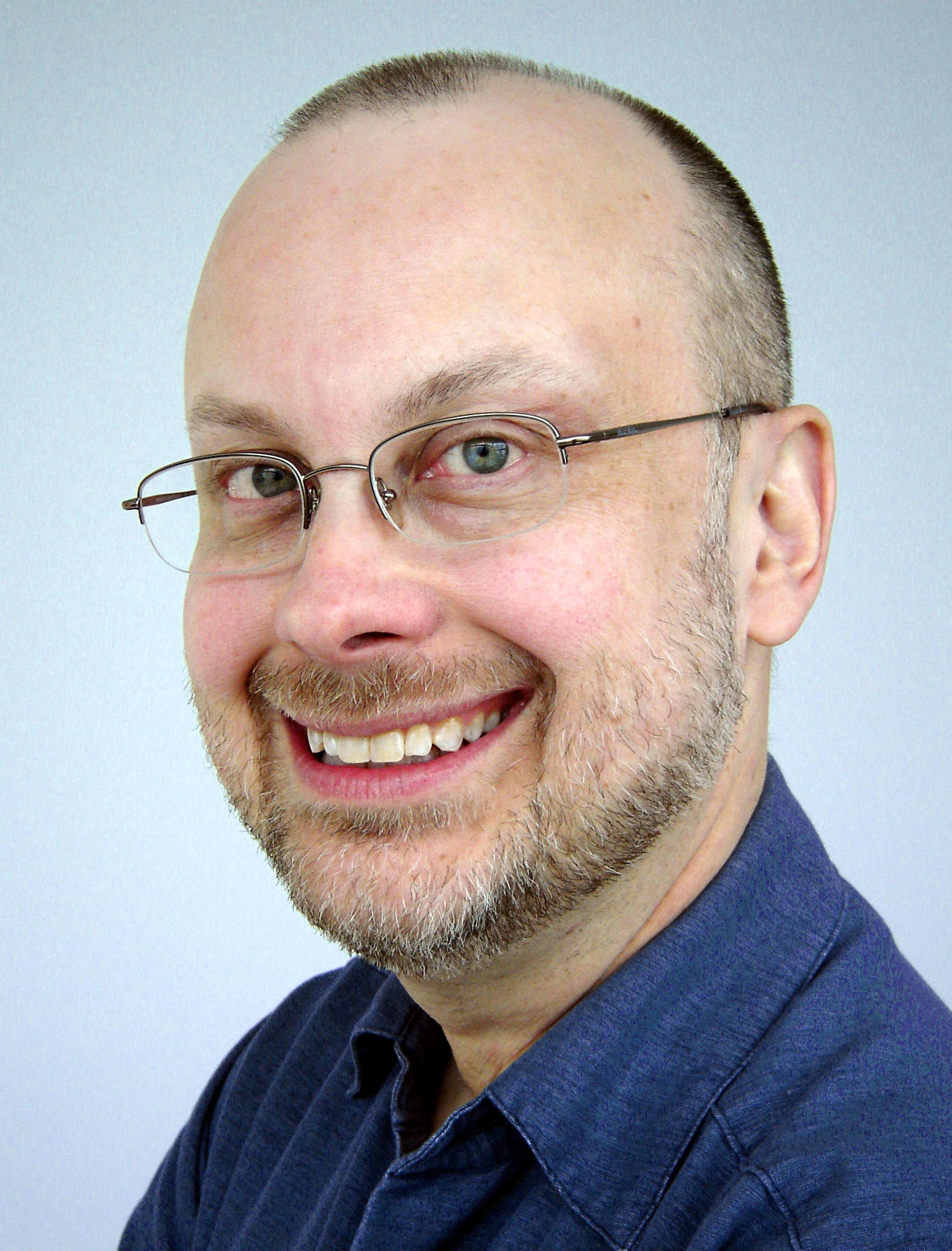
Robert J. Sawyer,, 2005

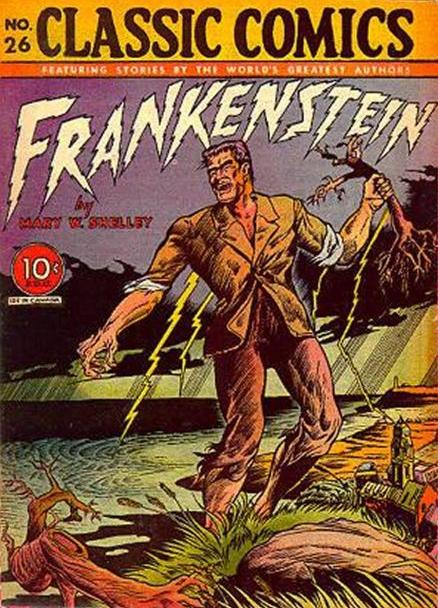
Mary Shelley, Frankenstein

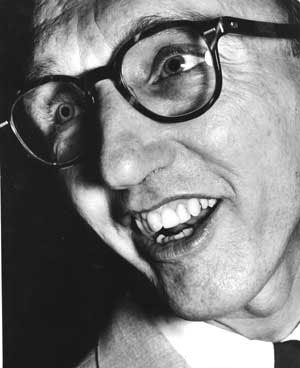
Cordwainer Smith, (Paul Linebarger), 1953

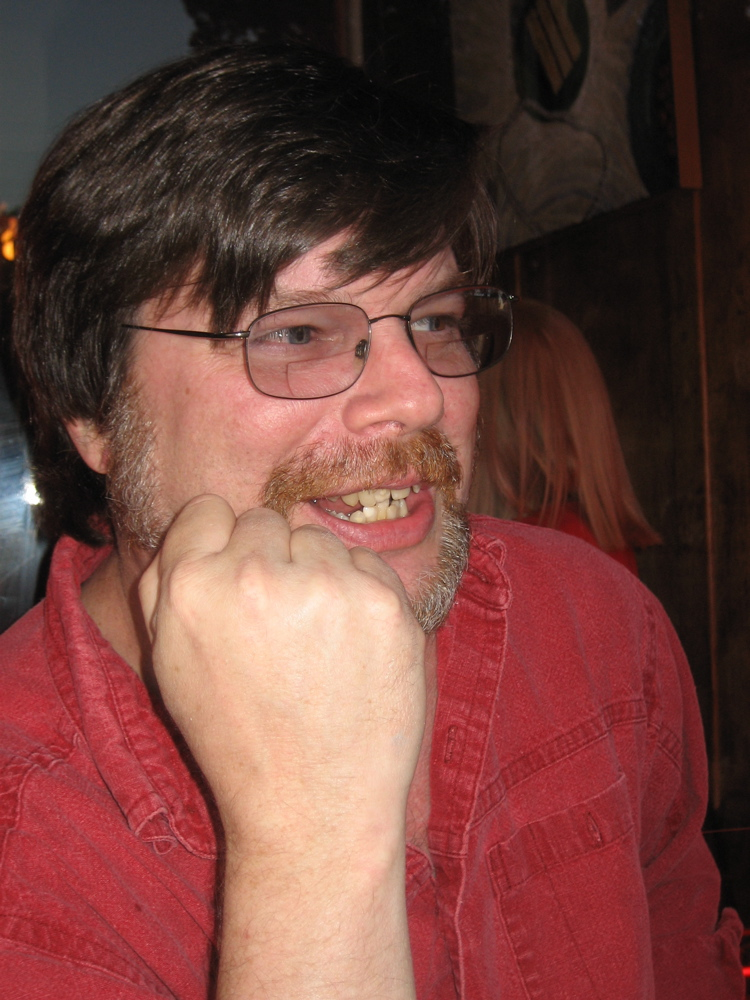
Allen Steele

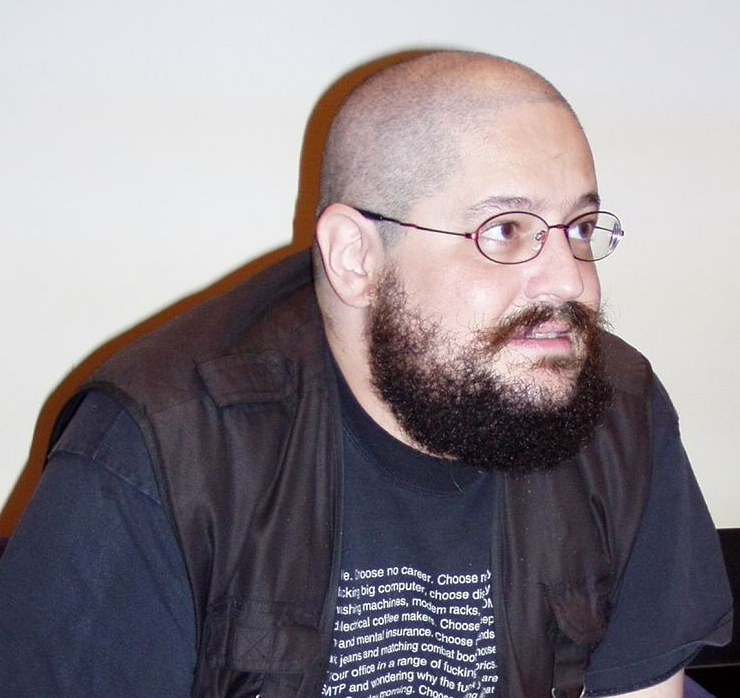
Charles Stross, 2005

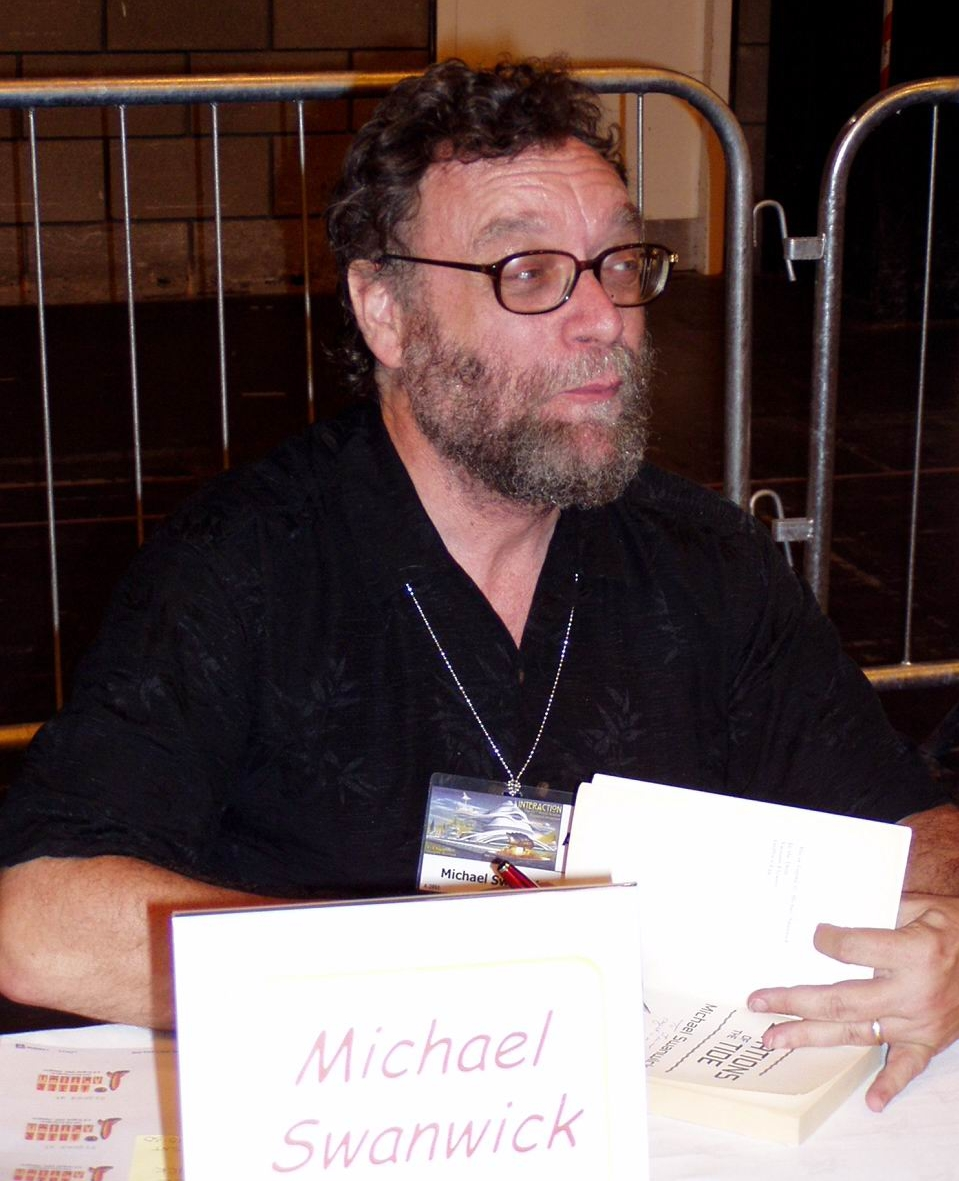
Michael Swanwick, 2005

Fred Saberhagen, (n. 1930)
Carl Sagan, (1934-1996)
Nick Sagan, (n. 1970)
Margaret St. Clair, (1911-1995), (Pseudonim al lui Idris Seabright)
Emilio Salgari, (1862-1911)
Domingo Santos (n. 1941) (pseudonim al lui Pedro Domingo Mutiñó)
David Saperstein
Andrzej Sapkowski
Pamela Sargent, (n. 1948)
Al Sarrantonio
Robert J. Sawyer, (n. 1960)
Nat Schachner (1895-1955)
Peter Schattschneider  (n. 1950)
James H. Schmitz, (1911-1974)
Stanley Schmidt, (n. 1944)
Thomas N. Scortia, (1926-1986)
Rod Serling, (1924-1975)
Michael Shaara, (1928-1988)
William Shatner, (n. 1931)
Richard S. Shaver, (1907-1975)
Bob Shaw, (1931-1996)
Will Shetterly (n. 1955)
Charles Sheffield, (1935-2002)
Robert Sheckley, (n. 1928)
Mary Shelley, (1797-1851)
Lucius Shepard (n. 1947)
Joel Shepherd, (n. 1974)
T.L. Sherred
Lewis Shiner
Wilmar H. Shiras, (1908-1990)
John Shirley, (n. 1953)
William Shunn, (n. 1967)
Robert Silverberg, (n. 1935)
Clifford D. Simak, (1904-1988)
Dan Simmons, (n. 1948)
Johanna Sinisalo, (n. 1958)
Curt Siodmak, (1902-2000)
John Sladek, (1937-2000)
William Sleator (n. 1945)
Joan Slonczewski (n. 1956)
Clark Ashton Smith, (1893-1961)
Cordwainer Smith, (1913-1966) (Pseudonim al lui Paul M.A. Linebarger)
E. E. Smith, (1890-1965), (Edward E. "Doc" Smith)
Michael Marshall Smith (n. 1965)
George O. Smith, (1911-1981)
L. Neil Smith (n. 1946)
Nancy Springer (n. 1948)
Jerry Sohl, (1913-2002)
Martha Soukup
Norman Spinrad, (n. 1940)
James Spix, (n. 1974)
Margaret St. Clair
Michael A. Stackpole, (n. 1957)
Olaf Stapledon, (1886-1950)
Christopher Stasheff (n. 1944)
Allen Steele (n. 1958)
Neal Stephenson, (n. 1959)
Bruce Sterling, (n. 1954)
Marc Stiegler
G. Harry Stine, (1928-1997)(pseudonim al, Lee Corey)
S. M. Stirling, (n. 1953)
J. Michael Straczynski, (n. 1954)
Charles Stross, (n. 1964)
 : Arkady and Boris Strugatsky respectiv (în rusă Аркадий и Борис Стругацкие)(1925-1991) și (n. 1933)
Theodore Sturgeon, (1918-1985)
Somtow Sucharitkul, (Pseudonim al, S. P. Somtow)
Michael Swanwick, (n. 1950)
Jonathan Swift, (1667-1745)
Michael Szameit, (n. 1950)

## T

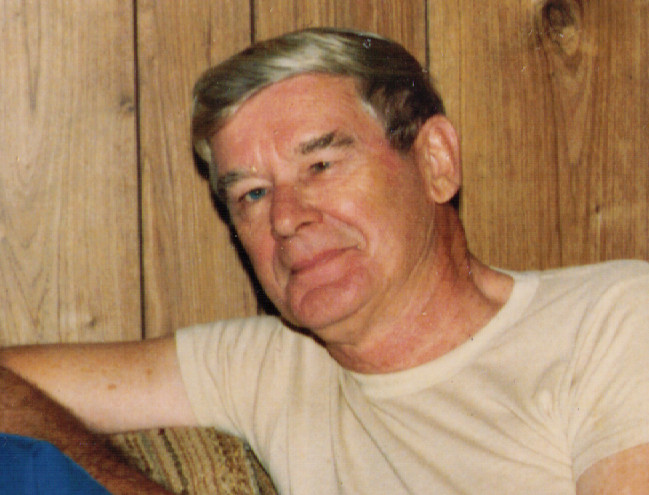
Wilson Tucker

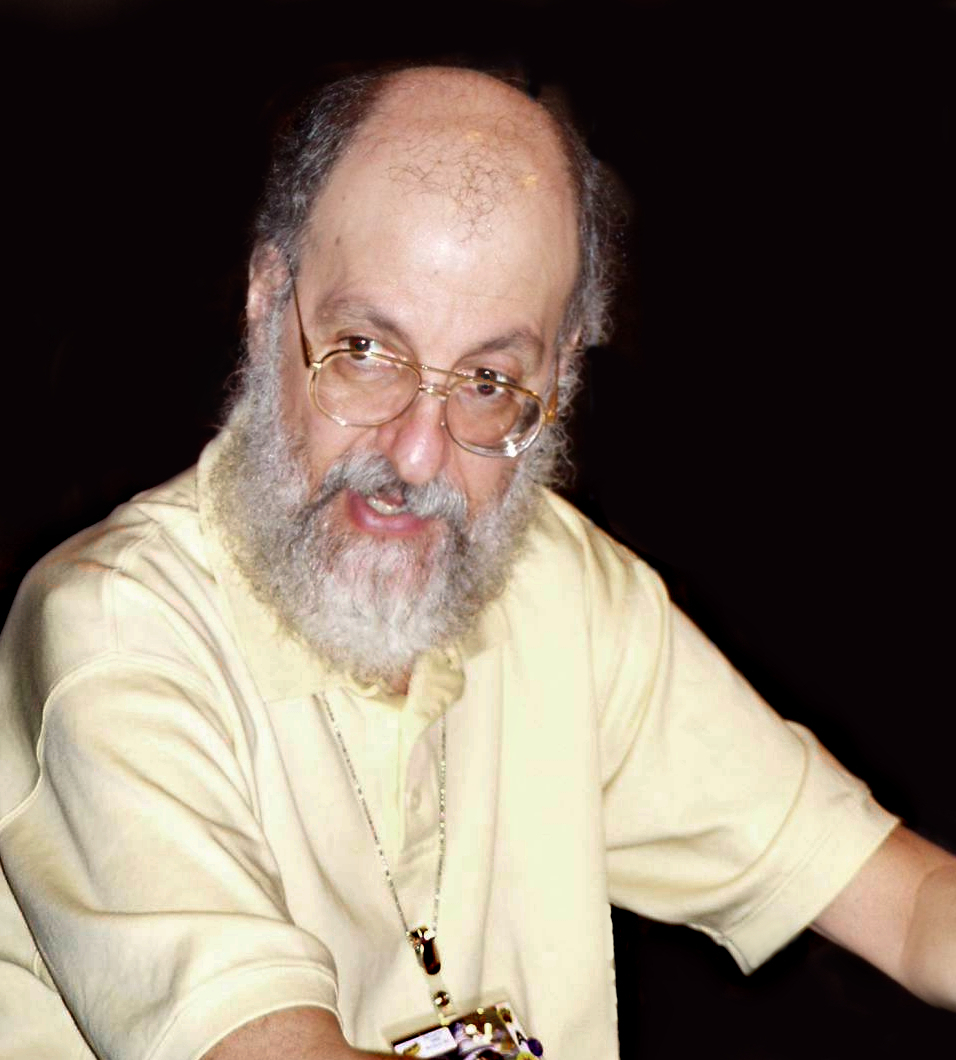
Harry Turtledove, 2005

John Taine, (1883-1960) (Pseudonim al lui Eric Temple Bell)
William Tenn, (n. 1920) (Pseudonim al lui Philip Klass)
Steve Rasnic Tem, (n. 1950) (Steve Rasnic)
William F. Temple, (1914-1989)
Sheri S. Tepper (n. 1929)
Robert Thurston
Patrick Tilley, (n. 1928)
James M. Tiptree, Jr, (1915-1987) (Pseudonim al lui Alice Sheldon)
Karen Traviss
Wilson Tucker, (n. 1914)
Harry Turtledove, (n. 1949)
Mary Turzillo
Kathy Tyers

## U
Steven Utley (n. 1948)
Alexandru Ungureanu
Dănuț Ungureanu

## V

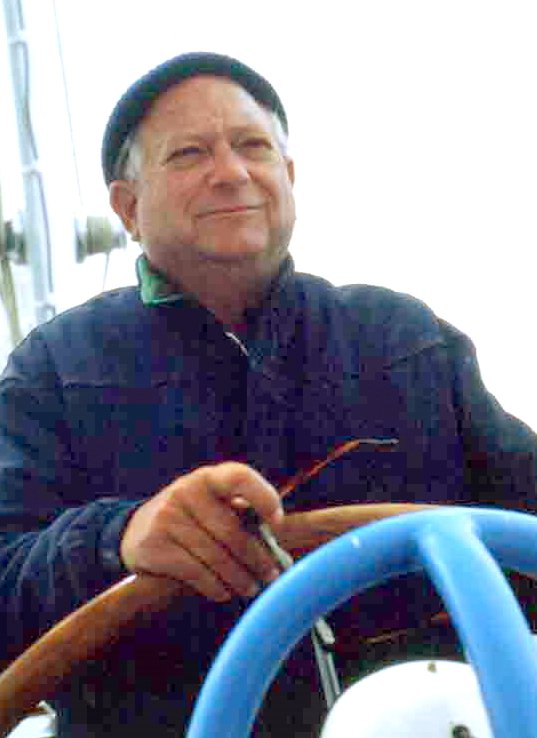
Jack Vance la cârma bărcii sale, începutul anilor '80.

Jack Vance, (n. 1916)
Jeff VanderMeer, (n. 1968)
Sydney J. Van Scyoc, (n. 1939)
Lynn Venable‎‎, (n. 1927)
A. E. van Vogt, (1912-2000)
John Varley, (n. 1947)
Jules Verne, (1828-1905)
Joan D. Vinge, (n. 1948)
Vernor Vinge, (n. 1944)
Voltaire, (1694-1778)
Elisabeth Vonarburg, (n. 1947)
Kurt Vonnegut, Jr., (n. 1922)

## W

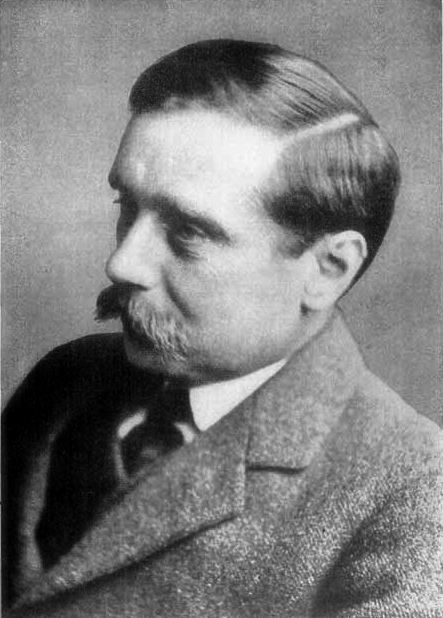
H. G. Wells

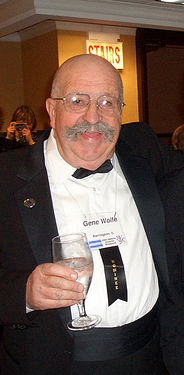
Gene Wolfe

Roland C. Wagner, (n. 1960)
Howard Waldrop, (n. 1946)
F.L. Wallace, (Floyd Wallace)
Ian Wallace, (1912-1998)
Jerome L. Walton, (1914-?)
Ian Watson, (n. 1943)
Lawrence Watt-Evans, (n. 1954)
Stanley G. Weinbaum, (1902-1935)
David Weber, seriile Honor Harrington
H. G. Wells, (1866-1946)
K. D. Wentworth, Heyoka Blackeagle
Franz Werfel (1890 – 1945)
Wallace West
Scott Westerfeld
James White , (1928-1999)
Steve White, (n. 1946)
Oswald Wiener (n. 1935)
Cherry Wilder, (1930-2002)
Kate Wilhelm, (n. 1928)
Lynda Williams, (n. 1958) seria Okal Rel Universe
Robert Moore Williams, (1907 - 1977), seriile Jongor și Zanthar, (Pseudonime diferite)
Tad Williams, (n. 1957) Otherland
Walter Jon Williams (n. 1953)
Jack Williamson, (n. 1908)
Connie Willis, (n. 1945)
F. Paul Wilson, (n. 1946)
Robert Anton Wilson, (n. 1932)
Robert Charles Wilson, (n. 1953)
David Wingrove
Adam Wisniewski-Snerg, (1937-1995)
Gene Wolfe, (n. 1931)
Donald A. Wollheim, (1914-1990), (Pseudonime diferite)
Edmund Wnuk-Lipinski, (n. 1944)
Jack Womack (n. 1956)
John C. Wright (n. 1961)
S. Fowler Wright (1874 - 1965)
John Wyndham, (1903-1969) (Pseudonim al lui John Beynon Harris)

## Y
Jane Yolen, (n. 1939)
Tetsu Yano
Robert Franklin Young (1915-1986)

## Z
Timothy Zahn, (n. 1951)
Janusz A. Zajdel, (1938-1985)
Yevgeny Zamyatin, (1884-1937)
George Zebrowski, (n. 1945)
Roger Zelazny, (1937-1995)
Tully Zetford (Pseudonim al lui Kenneth Bulmer)
Sarah Zettel, (n. 1966)
Rafal A. Ziemkiewicz (n. 1964)
Andrzej Ziemianski
Aleksandar Ziljak, (n. 1963)
David Zindell, (n. 1952)
Gianluigi Zuddas, (n. 1943)
Enrica Zunic'